# Assemblée nationale (France)
Pour les autres articles nationaux ou selon les autres juridictions, voir Assemblée nationale.
Cet article concerne l’Assemblée nationale de la Ve République française. Pour les assemblées historiques, voir Assemblée nationale française (homonymie).
Pour la station de métro, voir Assemblée nationale (métro de Paris).
XVIIe législature de la Ve République
Assemblée nationale (IVe République)
Palais Bourbon
L'Assemblée nationale () est l'institution française qui forme, avec le Sénat, le Parlement de la Cinquième République, dont elle est la chambre basse. Son rôle est de débattre, de proposer, d'amender, de voter les lois, de contrôler l'action du Gouvernement et d'évaluer les politiques publiques. À la différence du Sénat, elle a le pouvoir de forcer la démission du gouvernement par le vote d'une motion de censure.
Elle siège au palais Bourbon à Paris.
Depuis 1986, l'Assemblée nationale est composée de 577 membres, appelés « députés », élus au suffrage universel direct au scrutin uninominal majoritaire à deux tours pour une durée de cinq ans.
La présidence de l'Assemblée nationale est assurée par Yaël Braun-Pivet élue en juin 2022 et réélue en juillet 2024.

## Histoire

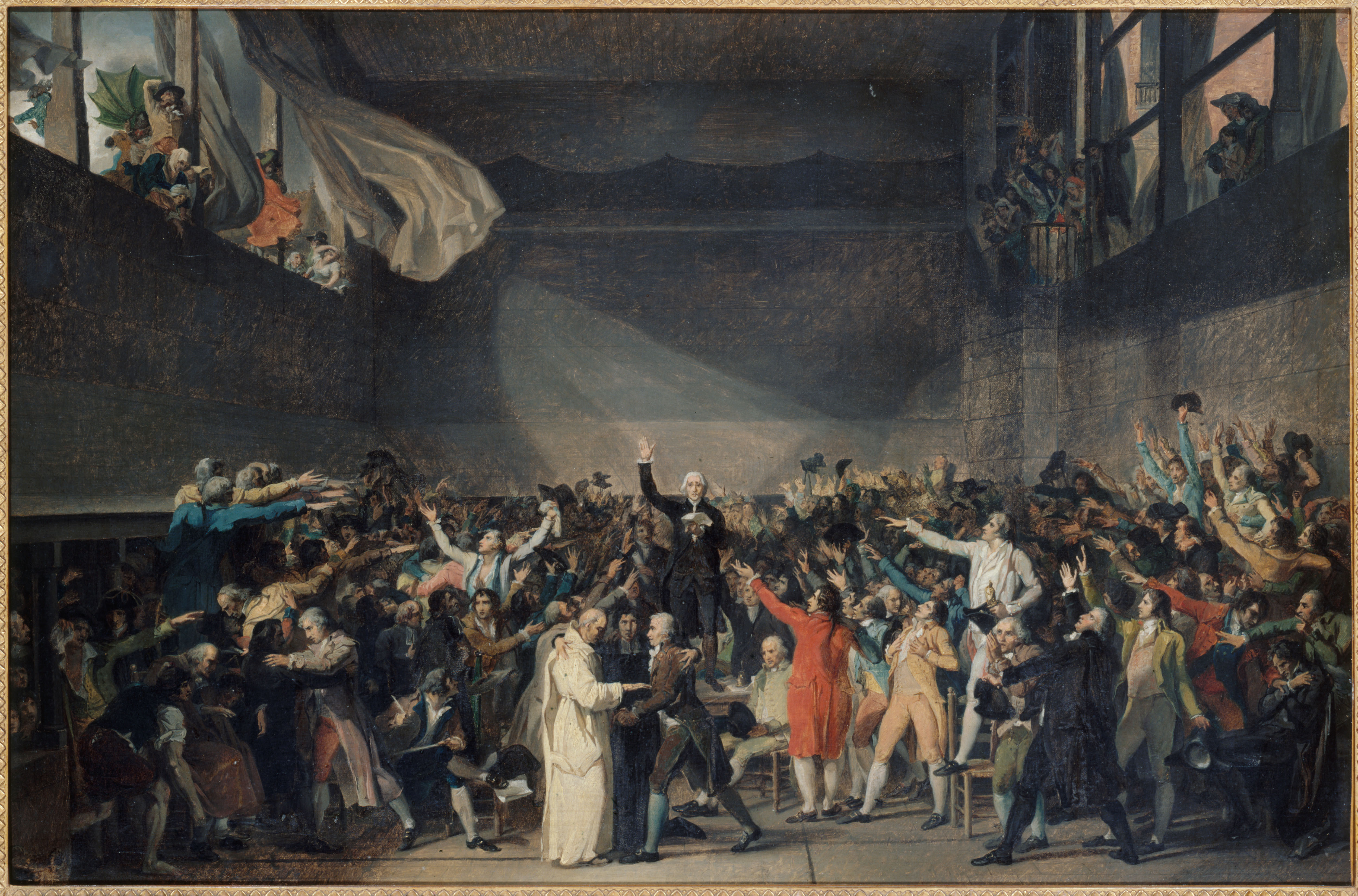
Le serment du Jeu de paume est considéré comme le début de l’histoire parlementaire française.

L'histoire de la représentation nationale depuis la fin du XVIIIe siècle est étroitement liée à celle du principe démocratique et du chemin accidenté qu'elle a dû parcourir avant de trouver dans les institutions françaises la consécration qui est sienne aujourd'hui.
Si les Français ont périodiquement élu des représentants depuis 1789, le mode de désignation et les pouvoirs de ces mandataires ont considérablement varié selon les époques, les périodes d'effacement de l'institution parlementaire coïncidant généralement avec un recul des libertés publiques. À cet égard, les dénominations ne sont pas innocentes. Celle d'Assemblée nationale, choisie dans la ferveur de 1789, ne réapparaît — si l'on excepte la brève parenthèse de 1848 — qu'en 1946. Se succèdent entre-temps des appellations différentes : « Conseil des Cinq-Cents » institué par la Constitution de l'an III en août 1795, « Chambre des députés des départements », « Chambre des représentants », « Corps législatif », « Chambres des députés ».
L'Assemblée nationale est visée par le militant anarchiste Auguste Vaillant, le 9 décembre 1893, lors de l'attentat de l'Assemblée nationale. Il ne tue personne et blesse légèrement un certain nombre de députés, de spectateurs et lui-même avant d'être arrêté. La session se poursuit à l'Assemblée.

## Emplacement

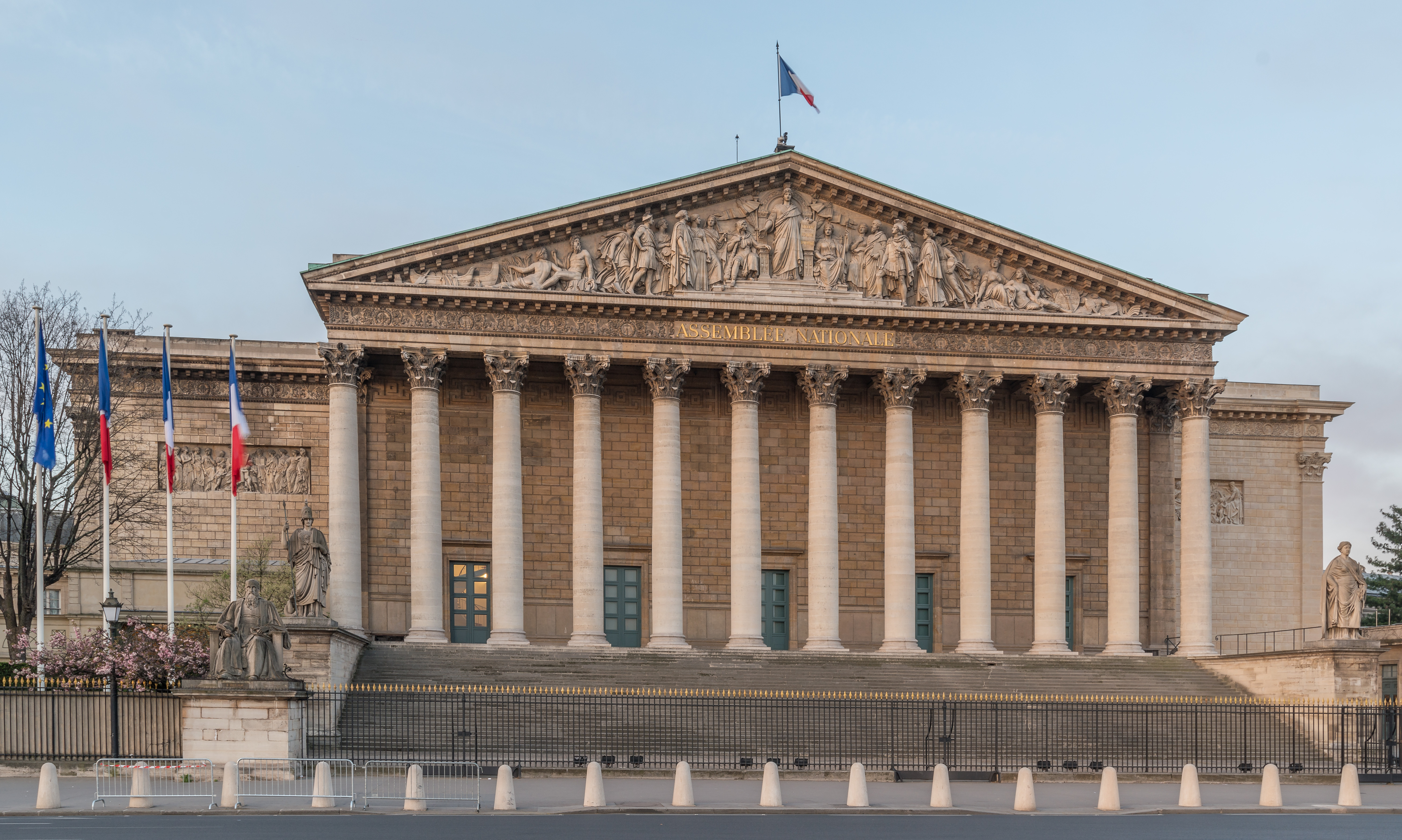
Façade nord du palais Bourbon.

L'Assemblée nationale siège au palais Bourbon dans le 7e arrondissement de Paris sur la rive gauche de la Seine, dans un bâtiment qui accueille depuis 1799 toutes les chambres basses du Parlement français. Sa façade monumentale, légèrement décalée par rapport à l'axe du reste du bâtiment, donne sur le célèbre quai d'Orsay (l'Assemblée nationale est d'ailleurs voisine du ministère des Affaires étrangères et est alignée sur le pont de la Concorde). Si l'entrée principale est le no 126 de la rue de l'Université, on y accède aussi par le quai d'Orsay (33-35) et par la rue Aristide-Briand. L'hôtel de Lassay, siège de la présidence et résidence officielle du président de l'Assemblée nationale, est également affecté au palais Bourbon.
L'ensemble des immeubles affectés à l'Assemblée nationale couvrent une surface au sol de 158 000 m2 pour près de 9 500 locaux. Outre le Palais Bourbon, il se compose de quatre autres immeubles réservés aux bureaux des députés et de leurs collaborateurs :
- l'immeuble Chaban-Delmas, un édifice de sept étages construit en 1974, situé de l'autre côté de la rue de l'Université, au 101, relié au palais Bourbon par un passage souterrain ;
- un deuxième situé au 233 boulevard Saint-Germain (acquis en 1986) ;
- un troisième acheté en 2002, situé 3 rue Aristide-Briand (ancien siège du RPR) ;
- acheté en 2016 alors qu'il hébergeait des cabinets ministériels, l'hôtel de Broglie-Haussonville doit être rénové pour remplacer la location de bureaux au 3 rue Aristide-Briand[3].

Certains de ces bâtiments abritent également les services nécessaires au fonctionnement de l'Assemblée nationale. Parmi ces services, on compte notamment le service informatique qui assure le bon fonctionnement du matériel utilisé par les acteurs législatifs, mais aussi l'ensemble des plateformes numériques proposées directement aux députés ou aux internautes. D'autres services comme la comptabilité, les ressources humaines ou l'administration se retrouvent également logés dans ces locaux.
Enfin une boutique officielle se situe au 7 rue Aristide-Briand.

## Rôle
L’Assemblée nationale est une institution de la Ve République. En tant que chambre basse elle forme, avec le Sénat, le Parlement français. À ce titre, elle vote la loi, contrôle l’action du gouvernement et évalue les politiques publiques. Ses pouvoirs sont fixés par la Constitution.

L’Assemblée nationale parmi les institutions de la Ve République.

Les institutions de la Cinquième République, mises en place en 1958, correspondent aux idées du général de Gaulle, telles qu'il les avait exposées dès 1946. Jusqu'en 1962, les pouvoirs publics doivent résoudre la guerre d'Algérie. Puis, une deuxième phase s'engage, sur le plan institutionnel, avec l’élection du président de la République au suffrage universel direct et l’apparition d'une majorité homogène à l’Assemblée nationale, et dans le domaine de la politique extérieure. La période de forte croissance économique se poursuit jusqu'en 1973. La recomposition de la majorité après les élections présidentielles de 1974, puis les alternances politiques de 1981 (élection présidentielle française de 1981, puis élections législatives françaises de 1981 après dissolution de l’Assemblée nationale), 1986 (élections législatives françaises de 1986), 1988 (élection présidentielle française de 1988, puis élections législatives françaises de 1988 après dissolution de l’Assemblée nationale), 1993 (Élections législatives françaises de 1993, suivies de l'élection présidentielle française de 1995), de 1997 (élections législatives françaises de 1997, après dissolution de l’Assemblée nationale) de 2002 et de 2007 ont peu à peu modifié le fonctionnement des institutions. L'Assemblée nationale voit son rôle de plus en plus affirmé, tant du point de vue politique qu'en matière de contrôle du gouvernement, puis confirmé par la loi constitutionnelle du 23 juillet 2008.

### Discussion et vote de la loi

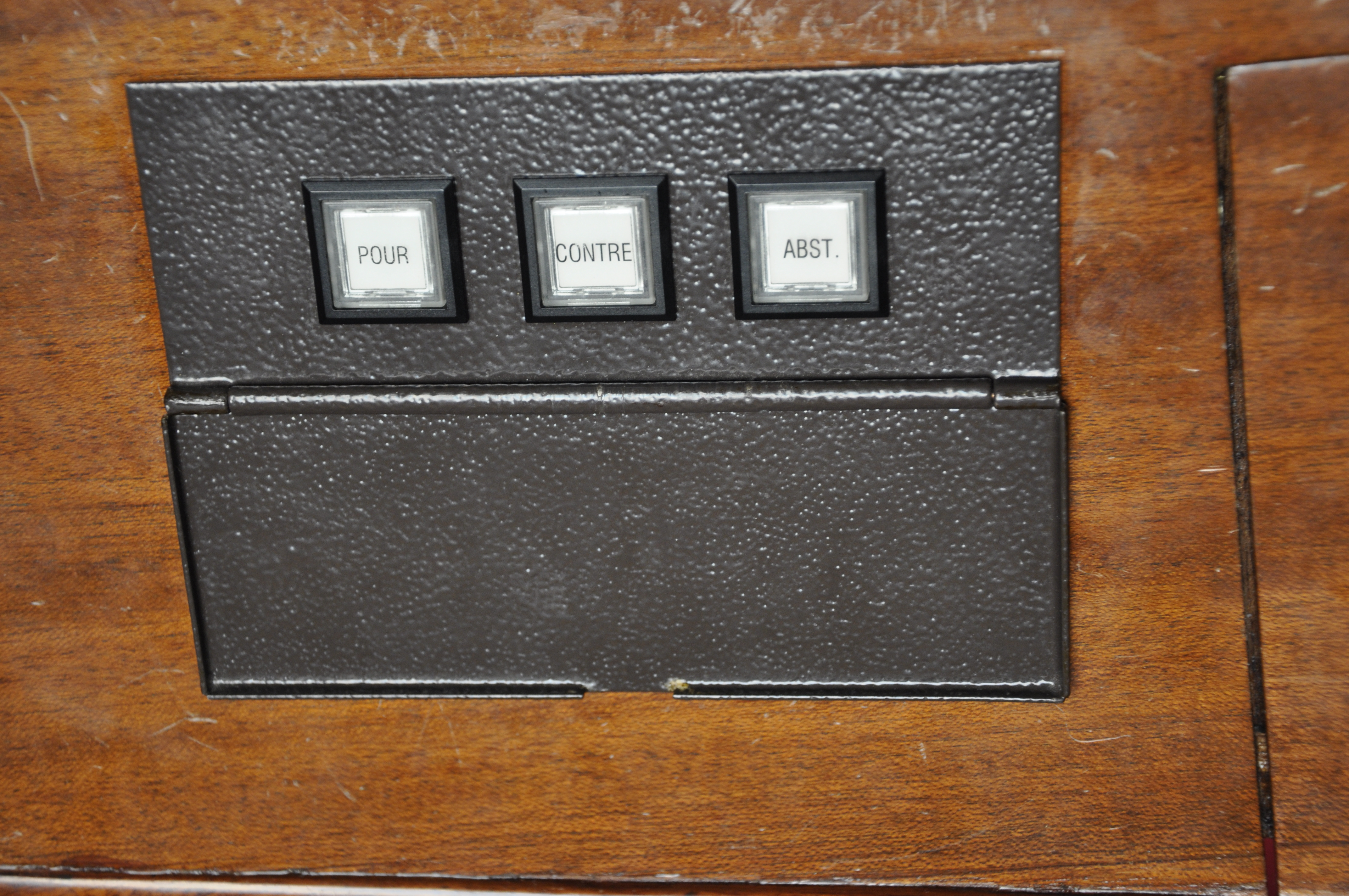
Le pupitre de vote d'un député.

Un texte de loi peut avoir pour origine le Premier ministre (le texte est alors un « projet de loi ») ou un membre du Parlement (« proposition de loi »). Certaines lois sont obligatoirement d’origine gouvernementale, comme les lois de finances. Les projets de loi peuvent être soumis en premier à l’Assemblée nationale ou au Sénat, sauf dans le cas des lois de finances qui passent d’abord par l’Assemblée nationale, et des lois ayant pour principal objet l’organisation des collectivités territoriales ou les instances représentatives des Français établis hors de France qui sont soumis en premier lieu au Sénat.
Pour un projet ou une proposition de loi ordinaire, le texte est d’abord soumis à l’une des commissions parlementaires permanentes, ou à une commission spéciale désignée à cet effet. Au cours de la discussion en commission ou en séance, le Gouvernement et le Parlement peuvent ajouter, modifier ou supprimer des articles (« amender le texte »). Les amendements des parlementaires ne peuvent avoir pour conséquence une diminution des ressources publiques ou une création ou aggravation d’une charge publique. Le Gouvernement peut demander que l’assemblée se prononce en un seul vote sur tout ou partie du texte en discussion en ne retenant que les amendements proposés ou acceptés par le Gouvernement.
Les projets ou propositions de loi sont examinés successivement par les deux assemblées jusqu’à ce que le texte soit identique. Après deux lectures par les deux chambres (ou une seule si le Gouvernement a décidé d’engager la procédure accélérée sans que les Conférences des présidents s’y soient conjointement opposées) sans accord, le Premier ministre ou, pour une proposition de loi, les présidents des deux assemblées agissant conjointement, peuvent convoquer une commission mixte paritaire (composée d’un nombre identique de sénateurs et de députés) chargée de proposer un texte de compromis. Celui-ci peut être soumis par le Gouvernement pour approbation aux deux assemblées. Aucun amendement n’est recevable sauf accord du Gouvernement. Si la commission mixte ne parvient pas à l’adoption d’un texte commun ou si ce texte n’est pas adopté par les deux assemblées, le Gouvernement peut, après une nouvelle lecture par l’Assemblée nationale et par le Sénat, demander à l’Assemblée nationale de statuer définitivement. En ce cas, l’Assemblée nationale peut reprendre soit le texte élaboré par la commission mixte, soit le dernier texte voté par elle, modifié le cas échéant par un ou plusieurs des amendements adoptés par le Sénat.
Les lois peuvent être déférées au Conseil constitutionnel, avant leur promulgation, par le président de la République, le Premier ministre, le président de l’Assemblée nationale, le président du Sénat ou soixante députés ou soixante sénateurs.
Le président de la République promulgue les lois. Il peut demander au Parlement une nouvelle délibération de la loi ou de certains de ses articles. Cette nouvelle délibération ne peut être refusée.
Le président de la République, sur proposition du Gouvernement ou sur proposition conjointe des deux assemblées, peut soumettre au référendum tout projet de loi portant sur l’organisation des pouvoirs publics, sur des réformes relatives à la politique économique, sociale ou environnementale de la nation et aux services publics qui y concourent, ou tendant à autoriser la ratification d'un traité qui, sans être contraire à la Constitution, aurait des incidences sur le fonctionnement des institutions. Un référendum portant sur un objet mentionné précédemment peut être organisé à l’initiative d’un cinquième des membres du Parlement, soutenue par un dixième des électeurs inscrits sur les listes électorales.

### Contrôle de l'action du Gouvernement
En tant que chambre du Parlement, l’Assemblée nationale contrôle la politique du gouvernement. Elle a plus de pouvoir en ce domaine que le Sénat, à travers les procédures de vote de confiance, motion de censure en France, et d’engagement de responsabilité du gouvernement sur un texte. Concrètement cela signifie que la majorité de l’Assemblée doit être en accord avec le Gouvernement.

#### Vote de confiance
Tout d’abord, le gouvernement peut demander le vote d’une question de confiance à l’Assemblée nationale (et à elle seule) portant sur un programme de gouvernement ou sur une déclaration de politique générale. Le vote de confiance a généralement lieu après la formation de chaque gouvernement après la présentation par le Premier ministre devant les députés de l’action gouvernementale qui sera menée. Il s’agit en quelque sorte de la confirmation parlementaire de la nomination d’un Premier ministre et de son gouvernement. Mais le chef du gouvernement peut demander également le vote d’une question de confiance afin de ressouder la majorité derrière lui et ainsi renforcer sa légitimité en période de crise de confiance : ce fut le cas notamment par Jacques Chaban-Delmas, Premier ministre de Georges Pompidou, le 23 juin 1972, pour court-circuiter un scandale lié à la publication de la feuille d’impôts du chef du gouvernement par Le Canard enchaîné le 19 janvier de cette même année. S’il obtient largement cette confiance (368 voix contre 96), Jacques Chaban-Delmas démissionne tout de même quelques jours plus tard, le 5 juillet 1972,.
Depuis 1958, et au 2 avril 2023, il y eut 40 votes de confiance selon cette procédure.

#### Motion de censure

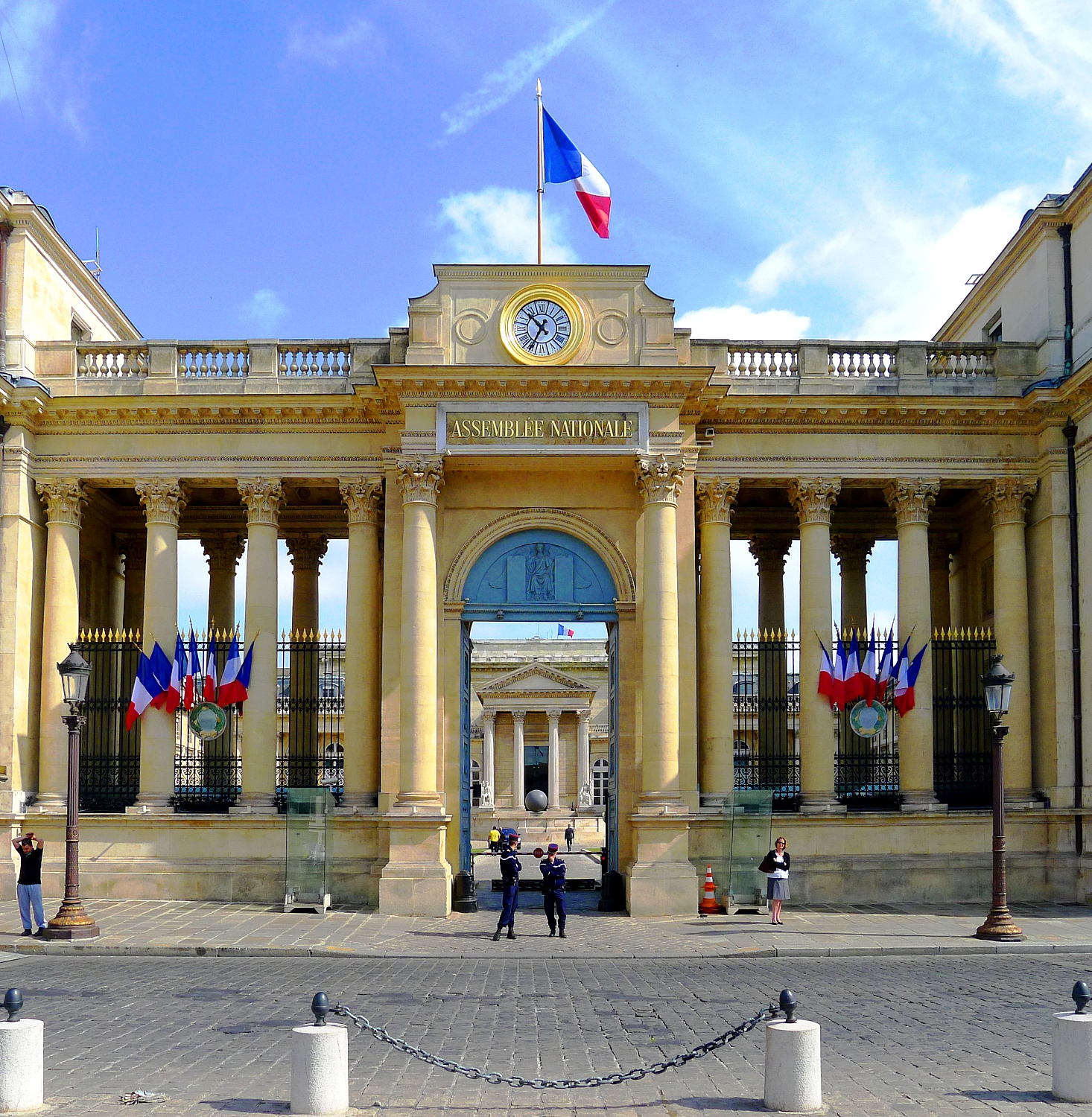
L'entrée de l'Assemblée nationale donnant sur la rue de l'Université au no 126.

Les députés peuvent déposer, dès que le quota nécessaire de signatures est réuni pour la soutenir (à savoir celles d'au moins un dixième des membres de l'Assemblée, soit, en 2024, de 58 députés), une motion de censure, dite aussi « motion de censure spontanée ». Celle-ci doit être votée à la majorité absolue de l'ensemble des députés, soit au moins 289 voix « pour », qui sont seules comptabilisées, les abstentionnistes et les absents étant considérés comme rejetant la motion, ceci afin d'éviter le vote d'une motion à la « majorité simple » des seuls présents qui a été la cause de la chute de nombreux gouvernements lors des régimes républicains précédents. De plus, le vote doit avoir lieu 48 heures au moins après le dépôt de la motion et après débats, pour que les députés ne réagissent pas de manière spontanée et leur laisser le temps de la réflexion. Si le gouvernement est censuré, le Premier ministre doit présenter sa démission au président de la République, sans toutefois que celui-ci soit tenu de l'accepter. Responsable de la chute de nombreux gouvernements sous les IIIe et IVe Républiques, la motion de censure ne fut votée que deux fois depuis 1958. Mais, même si elle n'a que très peu de chance d'aboutir, surtout lorsque la majorité en place est assez nette, la motion de censure est un outil particulièrement utilisé par l'opposition pour marquer son désaccord avec la politique générale du gouvernement ou contre des mesures phares de ce dernier.
Depuis 1958, seules deux motions de censure ont été votées :
- le 5 octobre 1962, contre le premier gouvernement Georges Pompidou pour protester contre le projet de révision constitutionnelle concernant l'élection du président de la République au suffrage universel direct. La démission du gouvernement fut toutefois refusée par Charles de Gaulle, alors président de la République, qui décida à la place de dissoudre l'Assemblée[6] ;
- le 4 décembre 2024, contre le gouvernement Michel Barnier pour protester contre le projet de loi de financement de la Sécurité sociale pour 2025.

#### Engagement de responsabilité sur un texte
Le Gouvernement peut faire adopter un projet de loi sans vote, sans débat et sans dépôt d'amendement portant directement sur ce texte. Cette disposition est surnommée « 49.3 » en référence à l’alinéa 3 de l'article 49 de la Constitution, qui la prévoit. Une motion de censure peut toutefois être déposée contre le gouvernement dans les 24 heures après l'appel au 49.3 : si celle-ci est votée, le texte est rejeté et le gouvernement est censuré et doit démissionner, en application de l'article 50 de la Constitution.
De 1958 au 2 décembre 2024, cette procédure a été utilisée 113 fois. Celle-ci a été employée notamment à 28 reprises, durant le mandant du Premier ministre Michel Rocard (1988-1991), ainsi que 23 fois pendant le mandat de la Première ministre Élisabeth Borne (2022-2024).
Depuis le 1er mars 2009 — date d'application des modifications de la Constitution de 2008 — cette disposition est limitée à la loi de finances, à la loi de financement de la Sécurité sociale, et au plus à un texte par session parlementaire.
Ce pouvoir est particulièrement critiqué par les députés de l'opposition. Ils la jugent antidémocratique. François Hollande, alors dans l'opposition, avait dénoncé cet article en 2006 lors de la loi sur l'égalité des chances : « une violation des droits du Parlement, une brutalité, un déni de démocratie, une manière de freiner ou d'empêcher la mobilisation ». Son Premier ministre, Manuel Valls, l'utilise pourtant en 2015 lors de la loi relative au travail, à la modernisation du dialogue social et à la sécurisation des parcours professionnels.
Les partisans de cette disposition mettent en avant qu'il s'agit du meilleur moyen d'éviter l'obstruction parlementaire et des débats considérés comme trop longs sur des mesures jugées urgentes.

#### Autres moyens de contrôle
Le Parlement autorise la déclaration de guerre, il est informé de l’intervention de l’armée à l’étranger et autorise sa prolongation au-delà de quatre mois ; il autorise la prorogation au-delà de douze jours de l’état de siège et de l’état d’urgence.
Le Parlement autorise la prise d’ordonnances par le Gouvernement, qui sont normalement du domaine de la loi. Elles sont prises en Conseil des ministres après avis du Conseil d’État. Elles entrent en vigueur dès leur publication, mais deviennent caduques si le projet de loi de ratification n’est pas déposé devant le Parlement avant la date fixée par la loi d’habilitation.
Les traités sont négociés et ratifiés par le président de la République. Cependant, pour la plupart d’entre eux, la ratification doit être approuvée par le Parlement. Dans le cas de la ratification d’un traité relatif à l’adhésion d’un État à l’Union européenne, la procédure première est le référendum, mais par le vote d’une motion adoptée en termes identiques par chaque assemblée à la majorité des trois cinquièmes, le Parlement peut autoriser l’adoption du projet de loi de ratification par un vote des parlementaires réunis en Congrès. Dans ce cas le texte doit réunir la majorité des trois cinquièmes des suffrages exprimés.
Chaque assemblée peut voter des résolutions marquant un souhait ou une préoccupation, à destination du Gouvernement, celles-ci ne doivent pas mettre en cause sa responsabilité ou contenir des injonctions à son égard,. Elle peut le faire également sur des projets d’actes européens.La Conférence des présidents de l'Assemblée nationale peut créer des missions d'information

#### Questions

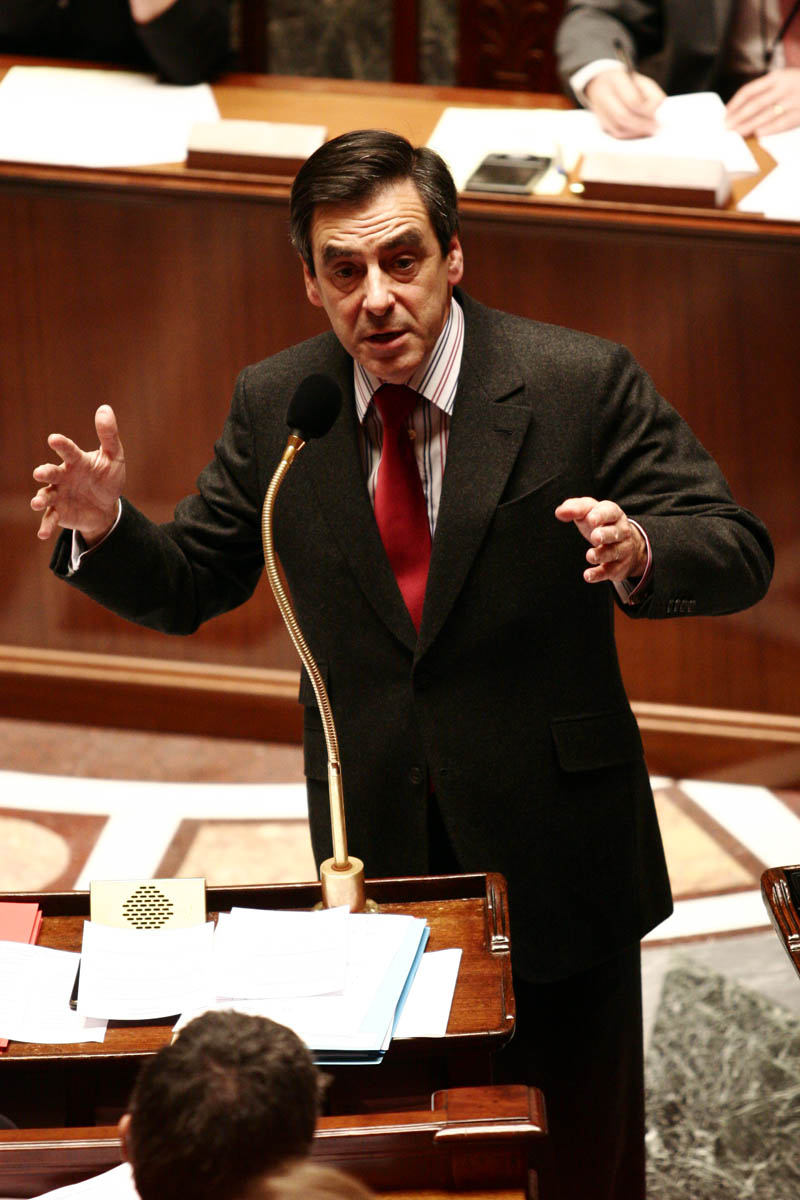
François Fillon, Premier ministre français de 2007 à 2012, répond à la question d'un élu à l’Assemblée nationale, le 18 décembre 2007.

Les députés peuvent interroger publiquement les membres du gouvernement de plusieurs façons.
Les questions écrites se déroulent en dehors de la séance, la question ainsi que la réponse du ministre sont publiés au Journal officiel. C’est une procédure très utilisée : de 3 700 questions écrites déposées en 1959, on est passé à 12 000 en 1994 et environ 28 353 en 2011. Face à ce surnombre, l'Assemblée débat en 2014 de limitation. En effet, le taux de réponse de 96 % durant la législature 1993-1997 chute à 68 % et seul un quart des questions obtient une réponse dans le délai fixé de deux mois. Le président de l'Assemblée nationale Claude Bartolone annonce le 22 juin 2015 une limitation annuelle du nombre de questions écrites à 52 par député à partir du 1er octobre 2015, et ce jusqu’au 30 septembre 2016. Cette limitation est pérennisée. Si la plupart des questions écrites sont personnelles, une partie d'entre elles sont suggérées par différents groupes d'intérêts. Selon le règlement de l’Assemblée nationale en vigueur en 2018, les réponses des ministres doivent être publiées « dans les deux mois » suivant leur publication. Les présidents de groupe du Palais Bourbon ont ensuite la « faculté » de signaler au Journal officiel certaines des questions restées sans réponse auxquelles l'exécutif doit alors répondre « dans un délai de dix jours ». Toutefois au 1er mars 2018, le taux de réponse n'était que de 39 % pour les sénateurs et 42 % pour les députés.
Les questions orales sont posées directement pendant la séance, on distingue les « questions orales sans débat », les « questions au gouvernement » créées en 1974 (retransmises en direct sur France 3 depuis 1982 et sur LCP-AN depuis octobre 2017) et les « questions à un ministre ».

### Autres prérogatives
Le président de la République peut faire lire un message qui ne donne lieu à aucun débat et, depuis la modification de la Constitution de 2008, peut s’exprimer devant le Parlement réuni en congrès.
Le Parlement peut destituer le président de la République en cas de « manquement à ses devoirs manifestement incompatible avec l’exercice de son mandat ». Il est alors constitué en Haute Cour.
Chaque chambre élit, après chaque renouvellement général ou partiel, six des quinze juges de la Cour de justice de la République, chargée de juger les infractions commises par les membres du Gouvernement pendant l'exercice de leurs fonctions.
Le Parlement vote la révision de la Constitution. Dans ce cas, contrairement aux lois ordinaires, le texte doit  être voté en termes identiques par les deux assemblées. La révision est ensuite approuvée par référendum ou, pour les projets de loi uniquement, par un vote des parlementaires réunis en Congrès. Dans ce cas le texte doit réunir la majorité des trois cinquièmes des suffrages exprimés.
Chaque assemblée peut voter des résolutions sur la modification de son propre règlement, celles-ci doivent être soumises au Conseil constitutionnel.

## Dissolution de l'Assemblée nationale sous laVeRépublique
La dissolution de l'Assemblée nationale est un pouvoir constitutionnel conféré au Président de la République française par l'article 12 de la Constitution du 4 octobre 1958. Ce mécanisme permet de mettre fin de manière anticipée au mandat des députés et de convoquer de nouvelles élections législatives.

### Fondements juridiques
Selon l'article 12 de la Constitution, le président peut dissoudre l'Assemblée nationale après avoir consulté le Premier ministre ainsi que les présidents de l'Assemblée nationale et du Sénat. Cette décision est discrétionnaire, mais ne peut être exercée plus d'une fois par période de douze mois, afin d'éviter un usage excessif. Le décret de dissolution doit être contresigné par le Premier ministre.

### Objectifs et enjeux
La dissolution vise à résoudre des crises politiques ou institutionnelles, telles qu'un blocage parlementaire, une motion de censure ayant renversé le gouvernement, ou une perte de légitimité de la majorité. Elle peut aussi permettre à un président nouvellement élu d'obtenir une majorité parlementaire alignée sur son programme. Cependant, l'issue des élections législatives post-dissolution reste incertaine : elle peut renforcer la majorité présidentielle ou entraîner une cohabitation si l'opposition l'emporte.

### Comparaison internationale
Le pouvoir de dissolution existe dans d'autres régimes parlementaires, mais avec des spécificités. En Allemagne, le président fédéral peut dissoudre le Bundestag dans des cas précis, comme une perte de majorité ou un échec à élire un chancelier. Par exemple, en 2005, le président Horst Köhler a dissous le Bundestag à la demande du chancelier Gerhard Schröder. Contrairement à la France, où la dissolution précède souvent la formation d'une coalition, en Allemagne, les coalitions sont généralement négociées après les élections dans le cadre d'un scrutin proportionnel.

### Contexte récent
En 2024, la dissolution de l'Assemblée nationale par le président Emmanuel Macron, annoncée après les élections européennes, a suscité des débats. Selon le juriste allemand Arne Wegner, cette décision, prise dans un contexte de résultats électoraux équilibrés entre trois blocs politiques (Nouveau Front populaire, bloc central, et opposition), reflète un désir des électeurs pour une cohabitation ou une coalition de centre-gauche. La formation d'une coalition en France, contrairement à l'Allemagne, intervient après la nomination du Premier ministre, ce qui complique les négociations.

### Historique des dissolutions (1958–2024)
Depuis 1958, six dissolutions de l'Assemblée nationale ont été prononcées sous la Ve République :
| Année | Président           | Contexte                                                                               |
| ----- | ------------------- | -------------------------------------------------------------------------------------- |
| 1962  | Charles de Gaulle   | Crise liée au référendum sur l'élection du président au suffrage universel.            |
| 1968  | Charles de Gaulle   | Réponse aux événements de Mai 68 pour réaffirmer la majorité gaulliste.                |
| 1981  | François Mitterrand | Recherche d'une majorité socialiste après son élection.                                |
| 1988  | François Mitterrand | Consolidation de la majorité après sa réélection.                                      |
| 1997  | Jacques Chirac      | Tentative de renforcer la majorité, aboutissant à une cohabitation.                    |
| 2024  | Emmanuel Macron     | Réaction aux résultats des élections européennes et recherche d'une nouvelle majorité. |

## Organisation des sessions et des séances

Hémicycle de l'Assemblée nationale lors du vote d'une loi en 2009.

### Sessions
Les périodes des débats ayant lieu dans l'hémicycle, appelées sessions parlementaires, existent sous trois catégories :
- la session ordinaire se tenant d'octobre à juin[C 22]. Il y avait originellement deux sessions ordinaires par an de trois mois chacune (respectivement du 2 octobre au 20 décembre et du 2 avril au 30 juin, prévoyant ainsi aux députés des « vacances d'hivers » et « d'été »). Cette situation fut très critiquée par l'ancien président de l’Assemblée Philippe Séguin qui parraina une réforme en 1995 qui établit alors une session unique annuelle ne pouvant excéder 120 jours de session par an s'établissant entre le premier jour ouvrable d'octobre et le dernier jour ouvrable de juin, chaque assemblée décidant alors comme elle l'entend des semaines de session ainsi que de ses jours et horaires de réunion.
- la session extraordinaire : en dehors de la session ordinaire, le Parlement peut être convoqué en session extraordinaire par décret du président de la République et à la demande du Premier ministre ou de la majorité des députés, pour douze jours au plus[C 23]. Ces dernières années il était fréquent d'avoir une session extraordinaire au mois de juillet et au mois de septembre[1].
- les réunions de plein droit : l'Assemblée se réunit de plein droit après une dissolution (le deuxième jeudi suivant l'élection de la nouvelle Assemblée et pour 15 jours si jamais la session ordinaire n'est pas ouverte alors)[C 24], durant l’application des pouvoirs spéciaux du chef de l’État[C 25] ou simplement pour entendre un message officiel lu du président de la République[C 18].

### Calendrier
Le calendrier s'organise en cycles de quatre semaines, de la façon suivante :
- deux semaines consacrées à l'examen des textes du gouvernement ;
- une semaine consacrée à l'examen des textes proposés par les députés avec une journée réservée aux textes d’un groupe minoritaire ou d'opposition ;
- une semaine de contrôle.

### Ordre du jour

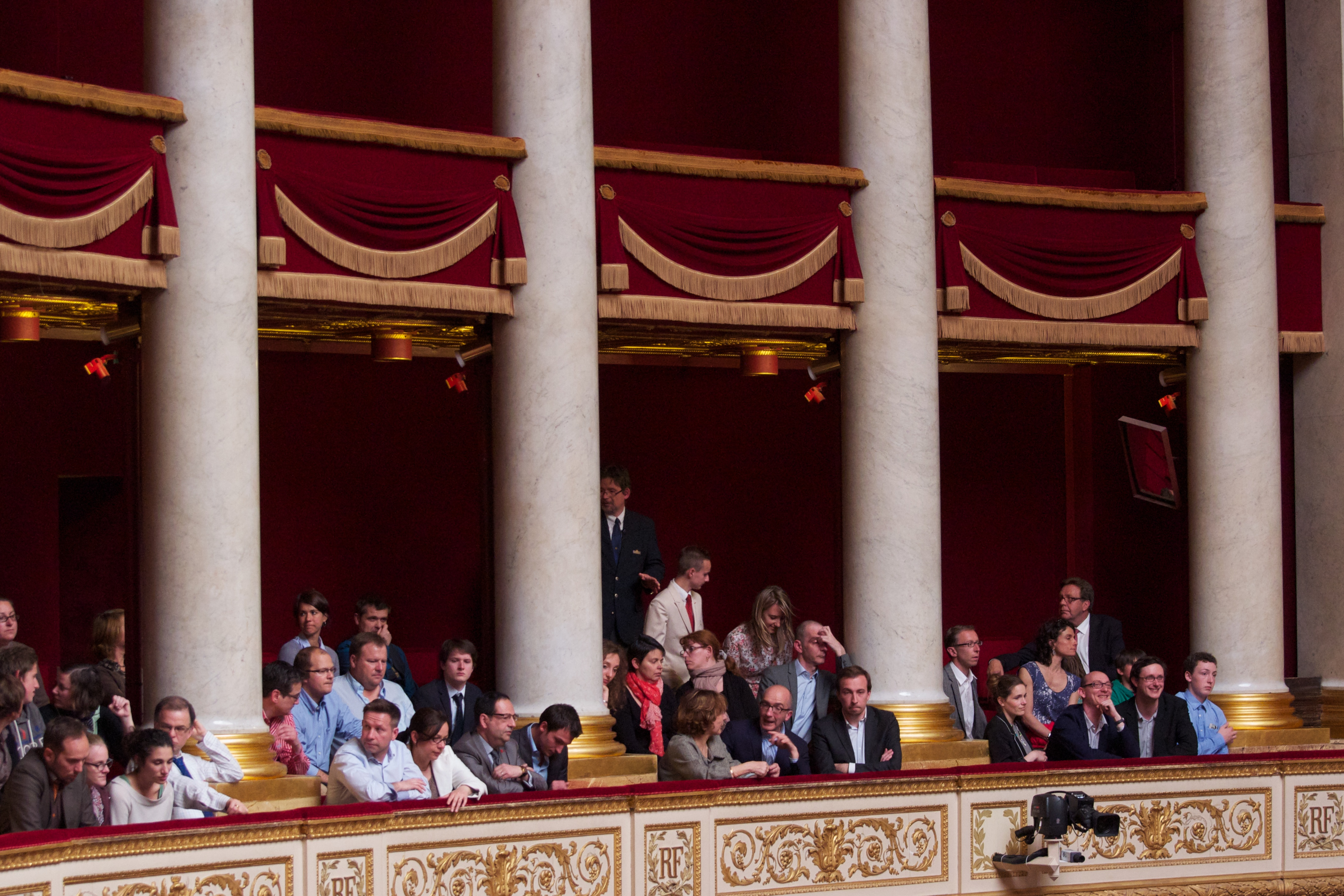
Le public assiste aux séances depuis les tribunes (photo : 2013).

L'ordre du jour est fixé par la Conférence des présidents de l'Assemblée nationale. Les débats sont organisés en « séances ». Sur une semaine, les séances se tiennent généralement de la manière suivante :
- le mardi
  - de 9 heures 30 à 13 heures, pour les questions orales sans débat lors des semaines de contrôle,
  - de 15 heures à 20 heures (la tranche 15 heures à 17 heures étant réservée aux questions au gouvernement),
  - de 21 heures 30 à minuit au plus tard ;
- le mercredi
  - de 15 heures à 20 heures,
  - de 21 heures 30 à minuit au plus tard ;
- le jeudi
  - de 9 heures à 13 heures,
  - de 15 heures à 20 heures,
  - de 21 heures 30 à minuit au plus tard.

Quand les circonstances l'exigent, le Gouvernement peut demander de droit l'ouverture de jours de séance supplémentaires le lundi et le vendredi, jours traditionnellement réservés au travail en circonscription. Dans le cas du lundi, la séance ouvre au plus tôt à 16 heures.
Le service de la séance prépare l'ordre du jour, en lien étroit avec le ministère des Relations avec le Parlement. Les échanges sont permanents, afin d'adapter par exemple l'agenda ministériel avec le débat parlementaire.

### Des séances publiques
Les séances de l'Assemblée nationale sont publiques. Elle peut siéger en comité secret — ce qui n'est jamais arrivé sous la Ve République. Il est possible d'assister aux débats depuis des places situées au-dessus de l'hémicycle, il faut pour cela avoir une invitation d'un député. On peut aussi les suivre en lecture en continu sur le site de l'Assemblée ou sur LCP-AN. Les comptes rendus sont publiés dans le Journal officiel et sur le site de l'Assemblée nationale.

### Position des acteurs
Chaque député se voit attribuer un emplacement dans l’hémicycle. Ils sont regroupés par groupe politique, et plus généralement par « gauche » et « droite » du point de vue de la tribune de l'orateur, elle-même située sous le « perchoir » (appellation courante de l'emplacement du président de l’Assemblée). En séance, les députés ont néanmoins le droit de se déplacer et s'asseoir à une autre place que la leur (sous réserve bien sûr qu'elle ne soit pas occupée par son propriétaire).
Les membres du gouvernement ont accès à l'Assemblée pour défendre leurs textes et leur politique. Ils sont installés sur les bancs les plus bas de l'hémicycle. Le rapporteur d’un texte et le ministre concerné sont accompagnés respectivement d'administrateurs et de commissaires du gouvernement, qui sont installés sur le banc immédiatement derrière eux, mais qui ne peuvent intervenir dans le débat.
Le public assiste aux séances depuis les tribunes, qui peuvent, pour tout ou partie, être réservées à la presse. En outre, les collaborateurs du président de séance, les conseillers politiques des groupes et des ministres et les commissaires du Gouvernement peuvent également suivre les débats, soit aux trois places à côté de chaque entrée de l'hémicycle, soit sur les balustrades au-dessus de chaque entrée, appelées « guignols ». Enfin, tout autour du « perchoir » et près des entrées se trouvent des places pour certains administrateurs de l'Assemblée nationale et les huissiers.

#### Le «cimetière»
Une tribune, surnommée « cimetière », est spécialement réservée aux anciens députés,.

### Présidence
Le président de séance est assisté dans les débats par le secrétaire général de la présidence de l’Assemblée nationale, qui peut être suppléé par le directeur général des services législatifs ou le directeur du service de la séance. Lors des débats législatifs, il actualise en temps réel le « dossier du président » selon l'abandon ou l'ajout en dernière minute d'amendements. Il conseille également le Président de séance en cas d’incident de séance ou sur une question de procédure inhabituelle. Il peut s'asseoir sur un petit siège rouge surnommé « la miséricorde » juste à côté du siège du président (« perchoir ») pour le conseiller.

## Élections des députés
L'Assemblée nationale est composée de 577 sièges pourvus pour cinq ans au scrutin uninominal majoritaire à deux tours dans autant de circonscriptions.
Est élu au premier tour le candidat qui réunit la majorité absolue des suffrages exprimés et un nombre de voix au moins égal au quart (25 %) des électeurs inscrits dans la circonscription. Si aucun des candidats ne satisfait ces conditions, un second tour est organisé entre les candidats ayant réuni un nombre de voix au moins égal à un huitième des inscrits (12,5 %) ; les deux candidats arrivés en tête du 1er tour se maintiennent néanmoins par défaut si un seul ou aucun d'entre eux n'a atteint ce seuil. Au second tour, le candidat arrivé en tête est déclaré élu.
Le seuil de qualification basé sur un pourcentage du total des inscrits et non des suffrages exprimés rend plus difficile l'accès au second tour lorsque l'abstention est élevée. Le système permet en revanche l'accès au second tour de plus de deux candidats si plusieurs d'entre eux franchissent le seuil de 12,5 % des inscrits. Les candidats en lice au second tour peuvent ainsi être trois, un cas de figure appelé « triangulaire ». Les second tours où s'affrontent quatre candidats, appelés « quadrangulaire » sont également possibles, mais beaucoup plus rares.

### Conditions d'éligibilité
Les modalités d’élection des députés sont fixées dans le Code électoral. La présente section est applicable depuis les élections de 2012.
Les conditions essentielles pour se présenter aux élections sont de détenir la nationalité française, et d’être âgé au minimum de 18 ans ; en outre : « Nul ne peut être élu s'il ne justifie avoir satisfait aux obligations imposées par le code du service national » ; les majeurs en tutelle ou en curatelle sont inéligibles.
Le mandat de député ne peut se cumuler avec celui de sénateur, de député européen, de membre du Gouvernement, du Conseil constitutionnel, du Conseil économique, social et environnemental.
Le mandat de député est incompatible avec la fonction de militaire, et avec l'exercice de plus d’un des mandats suivants : conseiller régional, conseiller à l’Assemblée de Corse, conseiller départemental, conseiller de Paris, conseiller municipal d’une commune d’au moins 3 500 habitants ; le défenseur des droits et le contrôleur général des lieux de privation de liberté sont inéligibles pendant la durée de leurs fonctions ; les préfets sont inéligibles en France dans toute circonscription comprise en tout ou partie dans le ressort dans lequel ils exercent ou ont exercé leurs fonctions depuis moins de trois ans à la date du scrutin (liste non exhaustive).
À compter du premier renouvellement de l’Assemblée nationale suivant le 31 mars 2017, le mandat de député est incompatible avec des fonctions exécutives locales (maires, présidents de Conseil régional ou de Conseil départemental…)

### Organisation des élections
Les députés sont élus au suffrage universel direct avec un scrutin uninominal majoritaire à deux tours. Chaque département est découpé en plusieurs circonscriptions qui comptent en moyenne 105 600 habitants, avec un minimum d'un député par département. La loi électorale de 1986 précise que les écarts de population entre circonscriptions ne doivent en aucun cas aboutir à ce qu'une circonscription dépasse de plus de 20 % la population moyenne des circonscriptions du département.
Depuis 1958, le nombre de députés a varié entre 482 et 579. Il est fixé à 577 depuis les élections de 1986 ; depuis la loi constitutionnelle du 23 juillet 2008, ce nombre est le plafond fixé par la Constitution.
La loi organique du 10 juillet 1985 avait instauré le scrutin proportionnel plurinominal à la plus forte moyenne dans le cadre du département. Il fallait dans ce cadre obtenir au moins 5 % des suffrages pour avoir un élu. Les législatives de 1986 ont donné à la France une nouvelle majorité qui a remis en place le scrutin majoritaire. Mais l’idée d'introduire une dose de proportionnelle dans le cadre d'un système mixte revient souvent sur le devant de la scène politique.
En application de la loi constitutionnelle du 23 juillet 2008 qui a instauré la représentation des Français vivant hors de France à l’Assemblée nationale et du redécoupage des circonscriptions de 2010, les sièges sont répartis de la manière suivante, depuis les élections de 2012 :
- 556 pour les départements ;
- 10 pour les collectivités d’outre-mer ;
- 11 pour l’élection des députés représentant les Français établis hors de France.

Chaque candidat se présente avec un suppléant qui prend sa place en cas de décès ou d’incompatibilité de fonction.
Pour être élu au premier tour, un candidat doit obtenir la majorité absolue des suffrages exprimés et un nombre de suffrages égal au quart du nombre des électeurs inscrits.
Un candidat peut se présenter au second tour s’il a obtenu au premier tour un suffrage de 12,5 % des électeurs inscrits. Dans le cas où un seul candidat remplit ces conditions, le candidat ayant obtenu après celui-ci le plus grand nombre de suffrages au premier tour peut se maintenir au second. Dans le cas où aucun candidat ne remplit ces conditions, les deux candidats ayant obtenu le plus grand nombre de suffrages au premier tour peuvent se maintenir au second.
Au second tour, la majorité relative suffit pour être élu. En cas d'égalité de suffrages, le plus âgé est déclaré élu.

### Remplacement des députés
Un député dont le siège devient vacant pour cause de décès, d’acceptation des fonctions de membre du Gouvernement, du Conseil constitutionnel ou de Défenseur des droits ou de prolongation au-delà du délai de six mois d’une mission temporaire confiée par le Gouvernement est remplacé jusqu’au renouvellement de l’Assemblée nationale par son suppléant. En cas d’annulation des opérations électorales d’une circonscription, dans les cas de vacance autres que ceux qui sont mentionnés précédemment, il est procédé à des élections partielles dans un délai de trois mois. Toutefois, il n'est procédé à aucune élection partielle dans les douze mois qui précèdent l'expiration des pouvoirs de l'Assemblée nationale.

### Parité et droits des femmes
L'histoire des femmes et de l'Assemblée nationale en France se rapporte à l'émancipation des femmes dans la vie politique législative française et, depuis 1945, leur participation aux élections de l'Assemblée nationale, par le vote et l'arrivée de certaines à la députation. Si l'Assemblée consultative provisoire siégeant à Alger du 3 novembre 1943 au 25 juillet 1944 ne comprend qu'une seule femme, Marthe Simard (Lucie Aubrac, nommée mais n'ayant pu se déplacer en Algérie, sera remplacée par son mari Raymond Aubrac), dans celle de Paris, du 7 novembre 1944 au 3 août 1945, siègent 16 femmes parmi les délégués. Quelques mois plus tard, les élections législatives du 21 octobre 1945, qui installent une assemblée constituante, sont ouvertes aux femmes et aux militaires, et permettent à 33 femmes d'entrer pour la première fois de l'Histoire à l'Assemblée nationale : 17 sont communistes, 6 socialistes, 9 appartiennent au MRP du général de Gaulle et une provient de l'éphémère Parti républicain de la liberté. En 1945, elles représentent 5,6 % des députés, voient leur proportion descendre jusqu’à 1,4 % en 1958 puis passer de 7,1 % en 1981 à 10,9 % en 1997 et 18,5 % en 2007.
Depuis la loi du 6 juin 2000 sur la parité, l’aide publique aux formations politiques est diminuée au fur et à mesure que l’écart entre le nombre de candidats de chaque sexe augmente. Le nombre de femmes a alors augmenté parmi les députés, sans pour autant atteindre la parité (10,9 % en 1997 ; 12,3 % en 2002 et 18,5 % en 2007). Après les élections législatives de 2012, il y a 155 députées soit 26,9 %.
Les élections législatives des 11 et 18 juin 2017 permettent de battre le record de femmes à l'Assemblée avec 223 députées sur 577 soit 38,65 % de la représentation nationale.
Les élections législatives des 12 et 19 juin 2022 voient pour la première fois depuis 1988 la part de femmes députés baisser par rapport à l'élection précédente. Ce taux passe effectivement à 37,3%, et est notamment de 43,6 % à la NUPES, de 40,4 % à Ensemble, de 37,1 % au RN et de 29,5 % chez les Républicains.

## Organisation

### Bureau
Le bureau de l'Assemblée nationale est la plus haute autorité collégiale l'organisant. Il exerce une compétence générale sur l'organisation et le fonctionnement interne de la chambre basse et comporte vingt-deux membres, dont le président qui est élu pour toute la législature. Les autres membres du bureau — vice-présidents, questeurs et secrétaires — sont élus au début de chaque législature, au cours de la séance qui suit l'élection du président et renouvelés à chaque ouverture de session ordinaire, à l'exception de celle précédant le renouvellement de l'Assemblée. Lors de la séance d'ouverture de la législature qui voit l'élection du président et du premier bureau, il est mis en place un « bureau d'âge » dont le président est le doyen d'âge des députés assisté des six députés les plus jeunes qui remplissent alors les fonctions de secrétaires. Ce bureau d'âge n'est en fonction que pour procéder à l'élection du président de l'Assemblée. Même si aucun débat ne peut avoir lieu sous la présidence du doyen d'âge, il est d'usage depuis 1876 que ce dernier adresse à ses collègues une allocution à l'occasion de laquelle il fait part de quelques réflexions inspirées par son expérience de la vie parlementaire. Le premier doyen à effectuer ce discours est François-Vincent Raspail qui prononce une harangue.

#### Président de l'Assemblée nationale

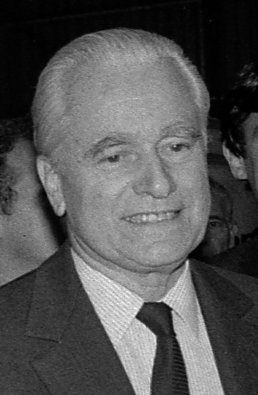
Jacques Chaban-Delmas est président de l'Assemblée nationale à plusieurs reprises pour une durée cumulée de quinze ans.

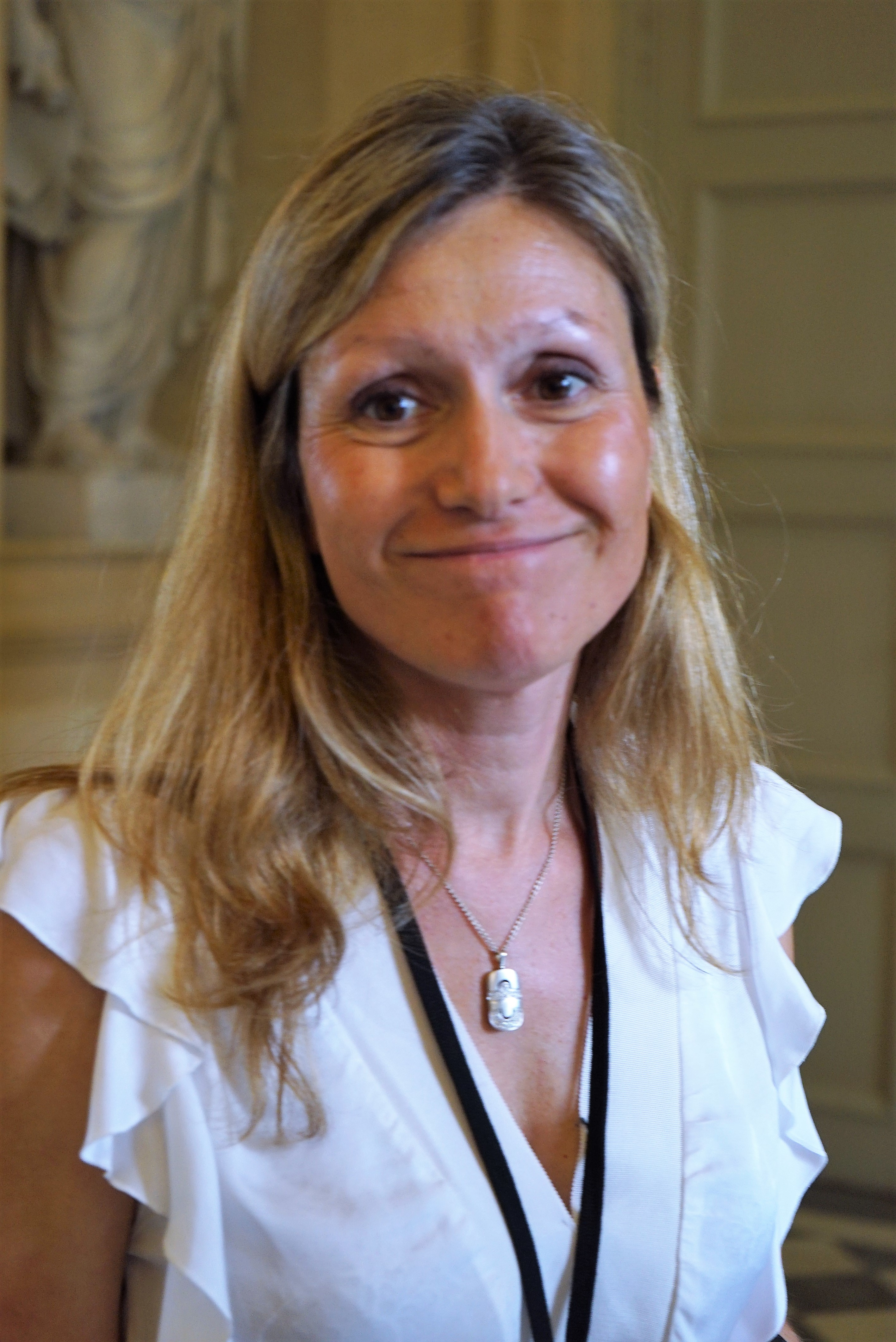
Yaël Braun-Pivet, présidente de l'Assemblée nationale depuis 2022. Elle est la première femme à occuper cette fonction.

Le président de l'Assemblée nationale a un rôle de direction des débats et d’organisation des travaux de l'Assemblée. Il est le quatrième personnage de l'État dans l'ordre de préséance lors des cérémonies protocolaires, derrière le président de la République, le Premier ministre et enfin le président du Sénat.
Dans la procédure législative, le président ouvre et ferme la séance, anime les débats et fait appliquer le règlement. Il peut être remplacé dans ces fonctions par un des vice-présidents. Il peut — depuis la réforme constitutionnelle de 2008 — soumettre une proposition de loi à l'avis du Conseil d'État, ou bien demander, conjointement au président du Sénat, de provoquer la réunion d'une commission mixte paritaire, dans le cas d'une proposition de loi. Il veille également au respect des procédures pour les autres activités de l'Assemblée.
Il a de plus d'importantes prérogatives constitutionnelles : il nomme trois des neuf membres du Conseil constitutionnel et deux des six personnalités extérieures du Conseil supérieur de la magistrature — à égalité avec le président de la République et le président du Sénat, ; il doit être consulté par le président de la République avant que celui-ci n'exerce certains de ses pouvoirs constitutionnels — comme la dissolution ou concernant les pleins pouvoirs en période de crise. Il peut en outre à tout moment saisir le Conseil constitutionnel pour vérifier la constitutionnalité d'une loi avant sa promulgation ou d'un engagement international. Il peut également décider, avec le Bureau, de réformer le règlement et le mode de fonctionnement de l'Assemblée nationale.
Lorsque ces organes sont réunis, il préside le Congrès du Parlement et la Haute Cour de justice.
Le président de l’Assemblée nationale est élu au début de la législature pour la durée de celle-ci. La première séance est présidée par le doyen d'âge qui organise l'élection du président parmi les députés. L'élection se fait à bulletin secret à la tribune de l'hémicycle. Pour être élu, un député doit avoir la majorité absolue aux deux premiers tours, ou la majorité relative au troisième. S'il y a toujours égalité, le candidat le plus âgé est élu.
Le président bénéficie d'une indemnité spéciale s'ajoutant aux indemnités perçues par chaque parlementaire, dont le montant brut mensuel est de 7 698,50 €.

#### Vice-présidents
Les six vice-présidents de l'Assemblée nationale, dont la répartition est l'objet d'un consensus entre les différents groupes politiques qui désignent au préalable leurs candidats, ont essentiellement pour but de remplacer au perchoir le président de l'Assemblée nationale si celui-ci est empêché, avec un ordre successif de remplacement allant du premier au sixième vice-président. De plus, chaque vice-président dirige une des six délégations dans lesquelles se répartissent les membres du bureau pour préparer certaines décisions. Il y a ainsi actuellement des délégations chargées :
- de l'application du statut du député ;
- de la communication ;
- des activités internationales ;
- des questions concernant les offices parlementaires ;
- d'examiner la recevabilité des propositions de loi ;
- des groupes d'études.

Ils font enfin partie, avec le président de l'Assemblée nationale, les présidents des commissions et les présidents des groupes politiques, de la conférence des présidents qui est amenée à donner son avis sur l'ordre du jour de travail prioritaire fixé par le gouvernement.
Les vice-présidents bénéficient chacun d'une indemnité spéciale s'ajoutant aux indemnités perçues par chaque parlementaire, dont le montant brut mensuel est de 1 099,79 €.

#### Questeurs
En vertu de l'article 10-2 du règlement de l'Assemblée nationale, l'élection des membres du Bureau « a lieu en s'efforçant de reproduire au sein du Bureau la configuration politique de l'Assemblée ». Ainsi, parmi les trois questeurs de l'Assemblée nationale, l'un d'eux est issu de l'opposition.
Les questeurs exercent des pouvoirs étendus en matière financière, comptable et administrative dans le cadre de l'autonomie de gestion de l'Assemblée nationale.
Les trois questeurs « sont chargés des services financiers et administratifs. Aucune dépense nouvelle ne peut être engagée sans leur avis préalable ». Les services dont ils sont chargés ne peuvent donc engager directement aucune dépense.
Les questeurs bénéficient chacun d'une indemnité spéciale s'ajoutant aux indemnités perçues par chaque parlementaire, dont le montant brut mensuel est de 5 300,36 €.

#### Secrétaires
Le collège des douze secrétaires, lui aussi disposant d’une constitution pluraliste, assiste le président en séance publique, constate les votes tout en vérifiant leur validité et celle des délégations de vote, et les résultats des scrutins qui sont ensuite proclamés par le président.
Les secrétaires bénéficient chacun d'une indemnité spéciale s'ajoutant aux indemnités perçues par chaque parlementaire, dont le montant brut mensuel est de 719,36 €.

### Commissions

#### Commissions législatives permanentes
Il existe au plus huit commissions permanentes dans chaque assemblée. Elles sont principalement chargées de discuter et de voter les textes avant les séances plénières. Il est possible, à la demande du Gouvernement, de créer une commission spéciale, pour un texte précis. Une commission spéciale ou permanente peut convoquer toute personne dont elle estime l’audition nécessaire.
La loi constitutionnelle du 23 juillet 2008 prévoit que la commission permanente compétente de chaque assemblée doit se prononcer sur certaines nominations du président de la République, comme celles des membres du Conseil constitutionnel,. De la même façon, les nominations au Conseil constitutionnel effectuées par le président de chaque chambre sont soumises au seul avis de la commission compétente de l’assemblée concernée.
Depuis l’entrée en vigueur de la loi organique relative aux lois de finances, la commission des finances est chargée de vérifier le budget de l’État ainsi que son emploi.
Les commissions permanentes ont un rôle important en matière de contrôle : elles peuvent procéder à des auditions et créer des missions d’informations. Elles peuvent contrôler, via des rapports, l’application des lois par le Gouvernement. Les commissions entendent ainsi très fréquemment des membres du Gouvernement, y compris le Premier ministre, des commissaires européens, des experts, des représentants des milieux socioprofessionnels ou toute autre personnalité. Au cours de la XIVe législature, 2 837 auditions ont été organisées par les commissions permanentes et spéciales. Sauf dérogations, ces auditions sont publiques.
Les huit commissions permanentes sont :
| Commission permanente                                                                                      | Présidence                  | Présidence                                                       | Présidence      | Présidence | Présidence |
| Commission permanente                                                                                      | Titulaire (circonscription) | Titulaire (circonscription)                                      | Depuis le       | Groupe     | Groupe     |
| --- | --------------------------- | ---------------------------------------------------------------- | --------------- | ---------- | ---------- |
| Commission des Affaires culturelles et de l'Éducation                                                      | Fatiha Keloua-Hachi         | Fatiha Keloua-Hachi (8e circonscription de la Seine-Saint-Denis) | 20 juillet 2024 |            | SOC        |
| Commission des Affaires économiques                                                                        | Aurélie Trouvé              | Aurélie Trouvé (9e circonscription de la Seine-Saint-Denis)      | 9 octobre 2024  |            | LFI        |
| Commission des Affaires étrangères                                                                         | Bruno Fuchs                 | Bruno Fuchs (6e circonscription du Haut-Rhin)                    | 9 octobre 2024  |            | DEM        |
| Commission des Affaires sociales                                                                           | Frédéric Valletoux          | Frédéric Valletoux (2e circonscription de Seine-et-Marne)        | 9 octobre 2024  |            | HOR        |
| Commission de la Défense nationale et des Forces armées                                                    | Jean-Michel Jacques         | Jean-Michel Jacques (6e circonscription du Morbihan)             | 20 juillet 2024 |            | EPR        |
| Commission du Développement durable et de l'Aménagement du territoire                                      | Sandrine Le Feur            | Sandrine Le Feur (4e circonscription du Finistère)               | 20 juillet 2024 |            | EPR        |
| Commission des Finances, de l'Économie générale et du Contrôle budgétaire                                  | Éric Coquerel               | Éric Coquerel (1re circonscription de la Seine-Saint-Denis)      | 30 juin 2022    |            | LFI        |
| Commission des Lois constitutionnelles, de la Législation et de l'Administration générale de la République | Florent Boudié              | Florent Boudié (10e circonscription de la Gironde)               | 20 juillet 2024 |            | EPR        |

#### Commissions d'enquête
Chaque assemblée peut créer une commission d’enquête parlementaire par le vote d’une résolution. Elles sont formées pour recueillir des éléments d’information soit sur des faits déterminés, soit sur la gestion des services publics ou des entreprises nationales, en vue de soumettre leurs conclusions à l’assemblée qui les a créées. Il ne peut être créé de commission d’enquête sur des faits ayant donné lieu à des poursuites judiciaires et aussi longtemps que ces poursuites sont en cours. Si une commission a déjà été créée, sa mission prend fin dès l’ouverture d'une information judiciaire relative aux faits sur lesquels elle est chargée d’enquêter. Les membres des commissions d’enquête sont désignés de façon à y assurer une représentation proportionnelle des groupes politiques. Les commissions d’enquête ont un caractère temporaire. Leur mission prend fin par le dépôt de leur rapport et, au plus tard, à l’expiration d’un délai de six mois à compter de la date de l’adoption de la résolution qui les a créées. Elles ne peuvent être reconstituées avec le même objet avant l’expiration d’un délai de douze mois à compter de la fin de leur mission,.

#### Autres instances
Depuis la loi constitutionnelle du 23 juillet 2008, le Gouvernement doit soumettre à l’Assemblée nationale et au Sénat, dès leur transmission au Conseil de l'Union européenne, les projets d’actes législatifs européens et les autres projets ou propositions d’actes de l’Union européenne ; une commission particulière est chargée des affaires européennes dans chaque assemblée,.
L’office parlementaire d'évaluation des choix scientifiques et technologiques est composé de dix-huit députés et dix-huit sénateurs. Il a pour mission d’informer le Parlement des conséquences des choix de caractère scientifique et technologique afin, notamment, d’éclairer ses décisions. 
Il existe une délégation parlementaire au renseignement, commune à l’Assemblée nationale et au Sénat ; et, dans chaque assemblée, une délégation parlementaire aux droits des femmes et à l’égalité des chances entre les hommes et les femmes et une délégation parlementaire aux outre-mer, de même qu'une délégation aux collectivités territoriales et à la décentralisation depuis 2009 au Sénat et 2017 à l'Assemblée.
Les groupes d'amitié de l'Assemblée nationale regroupent les députés qui ont un intérêt particulier pour un pays étranger. Leur rôle est la coopération interparlementaire, la représentation internationale de l’Assemblée nationale et la diplomatie.
Il existe aussi des groupes d'études — plus d'une centaine à l'Assemblée nationale, contre 20 au Sénat, agréés depuis le début de la XIVe législature, c'est-à-dire la législature de 2017à 2022. Tout député peut en créer, après validation par les commissions et approbation du bureau de l'Assemblée. Si au Sénat, ces groupes sont encadrés et contrôlés par des commissions, à l'Assemblée, ils sont libres, sans budget qui leur soit alloué, mais bénéficiant de « facilités » de fonctionnement — réservation de lieux de réunion, édition de documents. Ce sont théoriquement, selon le site de l'Assemblée nationale, des « instances ouvertes à tous les députés et constituées pour approfondir et suivre des questions spécifiques, qu'elles soient de nature politique, économique, sociale ou internationale. Ces instances n'interviennent pas directement dans la procédure législative. Leur mission est d'assurer une veille juridique et technique sur des questions trop spécialisées pour faire l'objet d’un examen suivi par les commissions permanentes (problématique, secteur d'activité…). Les groupes d'études sont également le lieu de discussions et d'échanges irremplaçables entre députés de tous bords ». Début 2021, l'Assemblée reconnaît, via un rapport « Propositions pour un lobbying plus responsable et transparent », publié que ces groupes souvent très opaques, sont ciblées par de nombreux lobbies. Ainsi en 2017, le directeur d'une fédération de syndicats viticoles, le CNAOC souhaite la création d'un groupe d'études viticole « car il nous permet de faire passer des messages » alors qu'il existe déjà un groupe d'études « vigne, vin et œnologie », considéré parmi les deux plus opaques par un reportage de Cash Investigation intitulé Alcool, les stratégies pour nous faire boire,.
En 2021, 19 groupes d’études (ex. : groupes « Jardins, paysages, horticulture, parcs et forêts », « Pêche de loisir », ou « République et religions » qui ne se réunissaient plus) ont été supprimés, sur 122, le plus haut chiffre jamais atteint selon M. Waserman, qui dénonçait une inflation depuis le début des années 2000. Ce dernier propose que soit crée une charte imposant une « activité effective » (au moins trois réunions par an), la transparence, une publication systématique des travaux du groupe, et une déclaration orale d’intérêts par chaque personne auditionnés.
Les clubs parlementaires, souvent informels, permettent la rencontre de parlementaires et de représentants d'intérêts.

### Groupes politiques
Selon le règlement de l'Assemblée nationale, les « députés peuvent se regrouper par affinités politiques » en groupes parlementaires. Ils doivent contenir au moins 15 membres (depuis 2009, ce nombre était de 20 entre 1988 et 2009, et de 30 auparavant). Le groupe politique doit présenter lors de l'ouverture de la législature au président de l'Assemblée nationale une déclaration politique signée par ses membres.
Outre les membres de plein droit du groupe, qui sont généralement membres d’un même parti (PS, LR, EELV, etc.), certains députés peuvent « s'apparenter » à un groupe : ils ne sont pas alors inclus dans le quota minimum de 15 nécessaires pour la formation du groupe. Il s'agit en règle générale de membres issus de petits partis ou sans étiquette proches de la tendance du mouvement politique principal à l'origine de la formation du groupe.
Les groupes décident, avec le président de l'Assemblée nationale, des zones de l'hémicycle où ils siégeront. Ils sont ensuite seuls juges de la manière de répartir leurs membres et apparentés au sein de cette zone. Ils ont leur propre organisation et leur propre règlement intérieur, élisent en leur sein un président qui les représentera au sein de la Conférence des Présidents et qui disposera de plusieurs prérogatives importantes (comme la demande ou au contraire l'opposition à la création d'une commission spéciale, le droit d'obtenir une suspension de séance pour réunir le groupe, de demander le vote au scrutin public, d'appeler en séance à la vérification du quorum à l'occasion d'un vote, de préparer l'ordre du jour parlementaire mensuel propre à leur groupe, de proposer ou de s'opposer à l'engagement de procédures d'engagement simplifiées, ou encore le « droit de tirage » qui leur permet d'obtenir une fois par an l'examen en séance publique d'une résolution proposant la création d'une commission d'enquête, etc.). Chaque groupe, en fonction de son poids numérique au sein de l'Assemblée, désigne ses représentants au sein du Bureau et des différentes commissions. Ils ont en plus, en fonction de leur taille, une subvention financière propre et disposent de bureaux et de salles pour se réunir.

### Historique des législatures depuis 1958
| Législature | Élection | Début           | Fin            | Composition         | Présidence                            | Gouvernement | Gouvernement                                     |
| ----------- | -------- | --------------- | -------------- | ------------------- | ------------------------------------- | ------------ | ------------------------------------------------ |
| Ire         | 1958     | 9 décembre 1958 | 9 octobre 1962 | (Liste des députés) | Jacques Chaban-Delmas                 |              | Debré Pompidou I                                 |
| IIe         | 1962     | 6 décembre 1962 | 2 avril 1967   | (Liste des députés) | Jacques Chaban-Delmas                 |              | Pompidou II Pompidou III                         |
| IIIe        | 1967     | 3 avril 1967    | 30 mai 1968    | (Liste des députés) | Jacques Chaban-Delmas                 |              | Pompidou IV                                      |
| IVe         | 1968     | 11 juillet 1968 | 1er avril 1973 | (Liste des députés) | Jacques Chaban-Delmas Achille Peretti |              | Couve de Murville Chaban-Delmas Messmer I        |
| Ve          | 1973     | 2 avril 1973    | 2 avril 1978   | (Liste des députés) | Edgar Faure                           |              | Messmer II Messmer III Chirac I Barre I Barre II |
| VIe         | 1978     | 3 avril 1978    | 22 mai 1981    | (Liste des députés) | Jacques Chaban-Delmas                 |              | Barre III                                        |
| VIIe        | 1981     | 2 juillet 1981  | 1er avril 1986 | (Liste des députés) | Louis Mermaz                          |              | Mauroy I Mauroy II Mauroy III Fabius             |
| VIIIe       | 1986     | 2 avril 1986    | 14 mai 1988    | (Liste des députés) | Jacques Chaban-Delmas                 |              | Chirac II                                        |
| IXe         | 1988     | 23 juin 1988    | 1er avril 1993 | (Liste des députés) | Laurent Fabius Henri Emmanuelli       |              | Rocard II Cresson Bérégovoy                      |
| Xe          | 1993     | 2 avril 1993    | 21 avril 1997  | (Liste des députés) | Philippe Séguin                       |              | Balladur Juppé I Juppé II                        |
| XIe         | 1997     | 12 juin 1997    | 18 juin 2002   | (Liste des députés) | Laurent Fabius Raymond Forni          |              | Jospin                                           |
| XIIe        | 2002     | 19 juin 2002    | 19 juin 2007   | (Liste des députés) | Jean-Louis Debré Patrick Ollier       |              | Raffarin II Raffarin III Villepin                |
| XIIIe       | 2007     | 20 juin 2007    | 19 juin 2012   | (Liste des députés) | Bernard Accoyer                       |              | Fillon II Fillon III                             |
| XIVe        | 2012     | 26 juin 2012    | 20 juin 2017   | (Liste des députés) | Claude Bartolone                      |              | Ayrault II Valls I Valls II Cazeneuve            |
| XVe         | 2017     | 27 juin 2017    | 21 juin 2022   | (Liste des députés) | François de Rugy Richard Ferrand      |              | Philippe II Castex                               |
| XVIe        | 2022     | 28 juin 2022    | 9 juin 2024    | (Liste des députés) | Yaël Braun-Pivet                      |              | Borne Attal                                      |
| XVIIe       | 2024     | 18 juillet 2024 | en cours       | (Liste des députés) | Yaël Braun-Pivet                      |              | Barnier Bayrou                                   |

### Détails du Bureau de l'Assemblée nationale, des groupes politiques, des délégations et organismes extra-parlementaires

#### Composition du Bureau de l'Assemblée nationale
Pour la session entamée en 2024, le Bureau de l'Assemblée nationale se compose des députés suivants :
| Présidente actuelle de l'Assemblée nationale     | Présidente actuelle de l'Assemblée nationale | Présidente actuelle de l'Assemblée nationale                                            | Présidente actuelle de l'Assemblée nationale                  | Présidente actuelle de l'Assemblée nationale | Présidente actuelle de l'Assemblée nationale | Présidente actuelle de l'Assemblée nationale | Présidente actuelle de l'Assemblée nationale |
| Nom (Circonscription)                            | Nom (Circonscription)                        | Nom (Circonscription)                                                                   | Depuis le                                                     | Parti                                        | Législature(s) (élection(s))                 | Délégation | Notes |
| ------------------------------------------------ | -------------------------------------------- | --------------------------------------------------------------------------------------- | ------------------------------------------------------------- | -------------------------------------------- | -------------------------------------------- | --- | --- |
|                                                  | Yaël Braun-Pivet                             | Yaël Braun-Pivet Yvelines (5e circonscription)                                          | 28 juin 2022                                                  | EPR                                          | XVIe (2022) puis XVIIe (2024)                | Présidence de l'Assemblée nationale (Présidente) | Brièvement ministre des Outre-mer entre mai et juin 2022, elle démissionne de ce poste après sa réélection comme députée pour se présenter comme candidate unique de la coalition Ensemble à la présidence de l'Assemblée nationale. |
| Vice-présidents actuels de l'Assemblée nationale |                                              |                                                                                         |                                                               |                                              |                                              | | |
|                                                  | Clémence Guetté                              | Clémence Guetté Val-de-Marne (2e circonscription)                                       | 19 juillet 2024                                               | LFI-NFP                                      | XVIIe (2024)                                 | Délégation chargée de la recevabilité financière des propositions de loi (Présidente) Délégation chargée des groupes d’amitié et des groupes d’études à vocation internationale (Membre)                                                 | Députée dans la deuxième circonscription du Val-de-Marne depuis 2022. Secrétaire générale du groupe La France insoumise jusqu'en 2022, elle devient vice-présidente du groupe de juin 2022 à juin 2024. |
|                                                  | Naïma Moutchou                               | Naïma Moutchou Val-d'Oise (4e circonscription)                                          | 19 juillet 2024                                               | HOR                                          | XVIIe (2024)                                 | Délégation chargée de la communication, de la presse et du patrimoine artistique et culturel (Présidente) Délégation chargée des groupes d’amitié et des groupes d’études à vocation internationale (Membre)                             | Députée dans la quatrième circonscription du Val-d'Oise depuis 2017. Première vice-présidente du groupe LREM d'avril à septembre 2019 et a été élue vice-présidente de la commission des Lois de l'Assemblée nationale en 2020, et vice-présidente de l'Assemblée nationale de 2022 à 2024.                                                             |
|                                                  | Nadège Abomongoli                            | Nadège Abomangoli Seine-Saint-Denis (10e circonscription)                               | 19 juillet 2024                                               | LFI-NFP                                      | XVIIe (2024)                                 | Délégation chargée des groupes d’amitié et des groupes d’études à vocation internationale (Présidente) Délégation chargée de la communication, de la presse et du patrimoine artistique et culturel (Membre)                             | Députée de la dixième circonscription de la Seine-Saint-Denis depuis 2022. Conseillère départementale de la Seine-Saint-Denis de 2015 à 2021 et conseillère municipale de Pantin depuis 2020. Première femme noire à présider une séance à l'Assemblée nationale.                                                                                       |
|                                                  | Xavier Breton                                | Xavier Breton Ain (1re circonscription)                                                 | 19 juillet 2024                                               | LR                                           | XVIIe (2024)                                 | Délégation chargée des groupes d’études (Président) Délégation chargée de la recevabilité financière des propositions de loi (Membre) Délégation chargée des groupes d’amitié et des groupes d’études à vocation internationale (Membre) | Député de la première circonscription de l'Ain depuis 2007. Conseiller municipal de Bourg-en-Bresse de 2001 à 2015 et conseiller régional d'Auvergne-Rhône-Alpes depuis 2016. |
|                                                  | Roland Lescure                               | Roland Lescure Français établis hors de France (1re circonscription)                    | 19 juillet 2024                                               | RE                                           | XVIIe (2024)                                 | Délégation chargée de l'application du statut de député (Président) Délégation chargée de la communication, de la presse et du patrimoine artistique et culturel (Membre)                                                                | Président de la Commission des affaires économiques de l'Assemblée nationale (2017-2022), puis Ministre délégué chargé de l'Industrie et de l'Énergie (2022-2024). |
|                                                  | Jérémie Iordanoff                            | Jérémie Iordanoff Isère (5e circonscription)                                            | 22 octobre 2024                                               | LÉ                                           | XVIIe (2024)                                 | Délégation chargée de la transparence et des représentants d’intérêts (Président) | Député de la cinquième circonscription de l'Isère depuis 2022. |
| Questeurs actuels de l'Assemblée nationale       |                                              |                                                                                         |                                                               |                                              |                                              | | |
|                                                  |                                              | Christine Pirès-Beaune Puy-de-Dôme (2e circonscription)                                 | 19 juillet 2024                                               | SOC                                          | XVIIe (2024)                                 | Questeures de l'Assemblée nationale | Députée de la deuxième circonscription du Puy-de-Dôme depuis 2012. |
|                                                  |                                              | Brigitte Klinkert Haut-Rhin (1re circonscription)                                       | 13 février 2024 au 9 juin 2024 puis réélue le 19 juillet 2024 | EPR                                          | XVIe (2022) puis XVIIe (2024)                | Questeures de l'Assemblée nationale | Députée de la première circonscription du Haut-Rhin depuis 2020 (à la suite d'une démission). |
|                                                  |                                              | Michèle Tabarot Alpes-Maritimes (9e circonscription)                                    | 19 juillet 2024                                               | DR                                           | XVIIe (2024)                                 | Questeures de l'Assemblée nationale | Députée de la neuvième circonscription des Alpes-Maritimes depuis 2002. Ancienne présidente de la Commission permanente des Affaires culturelles et de l'Éducation de 2009 à 2012. |
| Secrétaires actuels de l'Assemblée nationale     |                                              |                                                                                         |                                                               |                                              |                                              | | |
|                                                  |                                              | Gabriel Amard Rhône (6e circonscription du Rhône)                                       | 20 juillet 2024                                               | LFI-NFP                                      | XVIIe (2024)                                 | Secrétaires de l'Assemblée nationale | Député de la sixième circonscription du Rhône depuis 2022 (Réélu en 2024). |
|                                                  |                                              | Farida Amrani Essonne (1re première circonscription)                                    | 20 juillet 2024                                               | LFI-NFP                                      | XVIIe (2024)                                 | Secrétaires de l'Assemblée nationale | Députée de la première circonscription de l'Essonne depuis 2022 (Réélue en 2024). Secrétaire de la Commission permanente des Affaires sociales en 2023. |
|                                                  |                                              | Iñaki Echaniz Pyrénées-Atlantiques (4e circonscription des Pyrénées-Atlantiques)        | 20 juillet 2024                                               | SOC                                          | XVIIe (2024)                                 | Secrétaires de l'Assemblée nationale | Député de la quatrième circonscription des Pyrénées-Atlantiques depuis 2022 (réélu en 2024). |
|                                                  |                                              | Lise Magnier Marne (4e circonscription de la Marne)                                     | 20 juillet 2024                                               | HOR                                          | XVIIe (2024)                                 | Secrétaires de l'Assemblée nationale | Députée de la quatrième circonscription de la Marne depuis 2017 (Réélue en 2022 puis en 2024). |
|                                                  |                                              | Christophe Naegelen Vosges (3e circonscription)                                         | 20 juillet 2024                                               | LIOT                                         | XVIIe (2024)                                 | Secrétaires de l'Assemblée nationale | Député de la troisième circonscription des Vosges depuis 2017 (Réélu en 2022 puis 2024). |
|                                                  |                                              | Laurent Panifous Ariège (Deuxième circonscription de l'Ariège)                          | 20 juillet 2024                                               | LIOT                                         | XVIIe (2024)                                 | Secrétaires de l'Assemblée nationale | Député de la deuxième circonscription de l'Ariège depuis 2022 (Réélu en 2024) et Président du Groupe Libertés, Indépendants, Outre-mer et Territoires (LIOT) depuis 24 février 2025. |
|                                                  |                                              | Sophie Pantel Lozère (1re circonscription de la Lozère)                                 | 20 juillet 2024                                               | SOC                                          | XVIIe (2024)                                 | Secrétaires de l'Assemblée nationale | Députée de la première circonscription de la Lozère depuis 2024. |
|                                                  |                                              | Stéphane Peu Seine-Saint-Denis (2e circonscription de la Seine-Saint-Denis)             | 20 juillet 2024                                               | GDR                                          | XVIIe (2024)                                 | Secrétaires de l'Assemblée nationale | Député de la deuxième circonscription de la Seine-Saint-Denis depuis 2017 (Réélu en 2022 puis en 2024) et Président du Groupe Gauche Démocrate et Républicaine (GDR) depuis le 31 mars 2025 en remplacement d'André Chassaigne, démissionnaire de son siège de député et de facto de la présidence du groupe parlementaire qu'il présidait jusqu'alors. |
|                                                  |                                              | Sébastien Peytavie Dordogne (4e circonscription de la Dordogne)                         | 20 juillet 2024                                               | ECO                                          | XVIIe (2024)                                 | Secrétaires de l'Assemblée nationale | Député de la quatrième circonscription de la Dordogne depuis 2022 (Réélu en 2024). |
|                                                  |                                              | Mereana Reid Arbelot Polynésie-Française (3e circonscription de la Polynésie Française) | 20 juillet 2024                                               | GDR                                          | XVIIe (2024)                                 | Secrétaires de l'Assemblée nationale | Députée de la troisième circonscription de la Polynésie Française depuis 2023 (Réélue en 2024) à la suite de la démission de Moetai Brotherson, député devenu président de la Polynésie Française en 2023. |
|                                                  |                                              | Éva Sas Paris (8e circonscription de Paris)                                             | 20 juillet 2024                                               | ECO                                          | XVIIe (2024)                                 | Secrétaires de l'Assemblée nationale | Députée de la huitième circonscription de Paris depuis 2012 (Réélue en 2017, 2022 puis 2024) et Ancienne Vice-présidente de la Commission permanente des Finances, de l'Économie générale et du Contrôle Budgetaire entre 2012 et 2017. |
|                                                  |                                              | Sabrina Sebaihi Hauts-de-Seine (4e circonscription des Hauts-de-Seine)                  | 20 juillet 2024                                               | ECO                                          | XVIe (2022) puis XVIIe (2024)                | Secrétaires de l'Assemblée nationale | Députée de la quatrième circonscription des Hauts-de-Seine depuis 2022. |

#### Composition des groupes politiques
Depuis le 18 juillet 2024, les députés sont répartis en groupes politiques de la manière suivante :
| Groupe politique                    | Groupe politique                    | Groupe politique                                 | Députés                  | Députés                  | Députés | Président déclaré  | Positionnement déclaré |
| Groupe politique                    | Groupe politique                    | Groupe politique                                 | Membres                  | Apparentés               | Total   | Président déclaré  | Positionnement déclaré |
| ----------------------------------- | ----------------------------------- | ------------------------------------------------ | ------------------------ | ------------------------ | ------- | ------------------ | ---------------------- |
|                                     | RN                                  | Rassemblement national                           | 120                      | 3                        | 123     | Marine Le Pen      | Opposition             |
|                                     | EPR                                 | Ensemble pour la République                      | 80                       | 11                       | 91      | Gabriel Attal      | Groupe majoritaire     |
|                                     | LFI-NFP                             | La France insoumise - Nouveau Front populaire    | 70                       | 1                        | 71      | Mathilde Panot     | Opposition             |
|                                     | SOC                                 | Socialistes et apparentés                        | 62                       | 4                        | 66      | Boris Vallaud      | Opposition             |
|                                     | DR                                  | Droite républicaine                              | 41                       | 8                        | 49      | Laurent Wauquiez   | Groupe minoritaire     |
|                                     | EcoS                                | Écologiste et social                             | 38                       | 0                        | 38      | Cyrielle Chatelain | Opposition             |
|                                     | Dem                                 | Les Démocrates                                   | 35                       | 1                        | 36      | Marc Fesneau       | Groupe minoritaire     |
|                                     | HOR                                 | Horizons & Indépendants                          | 29                       | 5                        | 34      | Paul Christophe    | Groupe minoritaire     |
|                                     | LIOT                                | Libertés, indépendants, outre-mer et territoires | 23                       | 0                        | 23      | Laurent Panifous   | Opposition             |
|                                     | GDR                                 | Gauche démocrate et républicaine                 | 17                       | 0                        | 17      | Stéphane Peu       | Opposition             |
|                                     | UDR                                 | UDR                                              | 15                       | 0                        | 15      | Éric Ciotti        | Opposition             |
| Total de députés membres de groupes | Total de députés membres de groupes | Total de députés membres de groupes              | 530                      | 33                       | 563     |                    |                        |
|                                     | Députés non-inscrits                | Députés non-inscrits                             | Députés non-inscrits     | Députés non-inscrits     | 11      |                    |                        |
| Total des sièges pourvus            | Total des sièges pourvus            | Total des sièges pourvus                         | Total des sièges pourvus | Total des sièges pourvus | 574     |                    |                        |
| Sièges vacants                      | Sièges vacants                      | Sièges vacants                                   | Sièges vacants           | Sièges vacants           | 3       |                    |                        |
| Total des sièges                    | Total des sièges                    | Total des sièges                                 | Total des sièges         | Total des sièges         | 577     |                    |                        |

#### Composition des délégations parlementaires
En juin 2024, les cinq délégations parlementaires, le comité et l'office sont :
| Présidences actuelles (Comité, Délégations et Office) | Présidences actuelles (Comité, Délégations et Office) | Présidences actuelles (Comité, Délégations et Office) | Présidences actuelles (Comité, Délégations et Office)                                      | Présidences actuelles (Comité, Délégations et Office) | Présidences actuelles (Comité, Délégations et Office) | Présidences actuelles (Comité, Délégations et Office)       | Présidences actuelles (Comité, Délégations et Office)                                              |
| Comité d'évaluation et de contrôle                    | Comité d'évaluation et de contrôle                    | Comité d'évaluation et de contrôle                    | Comité d'évaluation et de contrôle                                                         | Comité d'évaluation et de contrôle | Comité d'évaluation et de contrôle                    | Comité d'évaluation et de contrôle                          | Comité d'évaluation et de contrôle                                                                 |
| Nom (Circonscription)                                 | Nom (Circonscription)                                 | Nom (Circonscription)                                 | Depuis le                                                                                  | Parti | Législature(s)                                        | Délégation                                                  | Composition (Vice-présidents)                                                                      |
| ----------------------------------------------------- | ----------------------------------------------------- | ----------------------------------------------------- | ------------------------------------------------------------------------------------------ | --- | ----------------------------------------------------- | ----------------------------------------------------------- | -------------------------------------------------------------------------------------------------- |
|                                                       | Yaël Braun-Pivet                                      | Yaël Braun-Pivet Yvelines (5e circonscription)        | 1er juillet 2022                                                                           | EPR | XVIe (2022) puis XVIIe (2024)                         | Comité d’évaluation et de contrôle des politiques publiques | - Ugo Bernalicis (LFI-NFP) - Marie-Christine Dalloz (DR) - Kévin Mauvieux (RN) - Annie Vidal (EPR) |
|                                                       |                                                       |                                                       | Délégations                                                                                | |                                                       |                                                             | |
|                                                       |                                                       |                                                       | Délégation des Droits des enfants                                                          | Perrine Goulet (DEM) |                                                       |                                                             | |
|                                                       |                                                       |                                                       | Délégation des Droits des femmes et à l'égalité des chances entre les hommes et les femmes | Véronique Riotton (EPR) |                                                       |                                                             | |
|                                                       |                                                       |                                                       | Délégation aux Collectivités territoriales et à la Décentralisation                        | Stéphane Delautrette (SOC) |                                                       |                                                             | |
|                                                       |                                                       |                                                       | Délégation aux Outre-mer                                                                   | Davy Rimane (GDR) |                                                       |                                                             | |
|                                                       |                                                       |                                                       | Délégation au Renseignement                                                                | Cédric Perrin (Les Républicains), Président (Sénat) vacant du poste de Premier vice-président (AN) Gisèle Jourda (SER), Seconde vice-présidente (Sénat) vacant du poste de membre de droit en qualité de Président de la Commission des Lois, de la Législation et de l'Administration générale de la République François-Noël Buffet (Les Républicains), membre de droit en qualité de Président de la Commission lois constitutionnelles, de législation, du suffrage universel, du Règlement et d'administration générale (Sénat) |                                                       |                                                             | |
|                                                       |                                                       |                                                       | Office                                                                                     | |                                                       |                                                             | |
|                                                       |                                                       |                                                       | Office parlementaire d'évaluation des choix scientifiques et technologiques (OPECST)       | Stéphane Piednoir (Les Républicains), Président (Sénat) vacant du poste de Premier vice-président (AN) |                                                       |                                                             | |

### Organismes extra-parlementaires (composition)
Les organismes extra-parlementaires sont des organismes extérieurs au Parlement.
Les députés et les sénateurs, après nomination officielle (du Président de l'Assemblée nationale - députés / du Président du Sénat - sénateurs ou les commissions permanentes ou l'Office parlementaire d'évaluation des choix scientifiques et technologiques (OPECST)), siègent en qualité de membre représentant.
| Organismes extra-parlementaires | Membres titulaires | Membres suppléants | Date de désignation (nomination) |
| --- | ------------------ | ------------------ | -------------------------------- |
| Agence Business France (ABF) | Vacant             | Vacant             |                                  |
| Agence Nationale de l'Habitat (ANH) | Vacant             | Vacant             |                                  |
| Centre National du Livre (CNL) | Vacant             | Vacant             |                                  |
| Comité chargé d'assister la Plate-forme Nationale des Interceptions Judiciaires (C-PNIJ) | Vacant             | Vacant             |                                  |
| Comité chargé de proposer des évolutions de la composition du Conseil Économique, Social et Environnemental (C-CESE) | Vacant             | Vacant             |                                  |
| Comité Consultatif auprès du Conseil d'administration de l'Établissement public de Paris-Saclay (CC-CEPS) | Vacant             | Vacant             |                                  |
| Comité Consultatif de la Législation et de la Réglementation Financières (CCLRF) | Vacant             | Vacant             |                                  |
| Comité Consultatif du Fonds pour le Développement de la Vie Associative (CC-FDVA) | Vacant             | Vacant             |                                  |
| Comité Consultatif du Secteur Financier (CC-SF) | Vacant             | Vacant             |                                  |
| Comité Consultatif National d'Éthique pour les sciences de la vie et de la santé (CCNE) | Vacant             | Vacant             |                                  |
| Comité d'éthique du Comité d'Organisation des jeux Olympiques et Paralympiques (CE-COJO) | Vacant             | Vacant             |                                  |
| Comité d'évaluation chargé du suivi de l'expérimentation prévue aux II et III de l'article 63 de la loi no 2019-222 du 23 mars 2019 de programmation 2018-2022 et de réforme pour la justice (CESEPRJ)                                                                                    | Vacant             | Vacant             |                                  |
| Comité du Bassin Adour-Garonne (CBAG) | Vacant             | Vacant             |                                  |
| Comité du Bassin Artois-Picardie (CBAP) | Vacant             | Vacant             |                                  |
| Comité du Bassin Loire-Bretagne (CBLB) | Vacant             | Vacant             |                                  |
| Comité du Bassin Rhin-Meuse (CBRM) | Vacant             | Vacant             |                                  |
| Comité du Bassin Rhône-Mediterrannée (CBRM) | Vacant             | Vacant             |                                  |
| Comité du Bassin Seine-Normandie (CBSN) | Vacant             | Vacant             |                                  |
| Comité de contrôle et de liaison covid-19 chargé d'associer la société civile et le Parlement aux opérations de lutte contre la propagation de l'épidémie par suivi des contacts ainsi qu'au déploiement des systèmes d'information prévus à cet effet (CCL)                              | Vacant             | Vacant             |                                  |
| Comité de Massif des Alpes (CMA) | Vacant             | Vacant             |                                  |
| Comité de Massif des Pyrénées (CMP) | Vacant             | Vacant             |                                  |
| Comité de massif du Massif Central (CMC) | Vacant             | Vacant             |                                  |
| Comité de massif du Massif Jurassien (CMJ) | Vacant             | Vacant             |                                  |
| Comité de massif du Massif Vosgiens (CMV) | Vacant             | Vacant             |                                  |
| Comité de Pilotage de l'Observatoire de la Formation des Prix et des Marges des produits alimentaires (CP-OFPM) | Vacant             | Vacant             |                                  |
| Comité de Pilotage institué par la loi no 2019-1480 du 28 décembre 2019 visant à agir contre les violences au sein de la famille (CP) | Vacant             | Vacant             |                                  |
| Comité de suivi chargé de veiller au suivi de la mise en œuvre et à l'évaluation des mesures de soutien financier aux entreprises confrontées à l'épidémie de covid-19 et aux perturbations économiques engendrées par les conséquences de l'agression de la Russie contre l'Ukraine (CS) | Vacant             | Vacant             |                                  |
| Comité de Surveillance de la Caisse d'amortissement de la dette sociale (CS-CADS) | Vacant             | Vacant             |                                  |

### Base de données Sycomore
Depuis 2007, la base Sycomore sur le site de l'Assemblée nationale permet la recherche d'informations sur les députés français depuis la Révolution.

## Administration

### Fonctionnaires

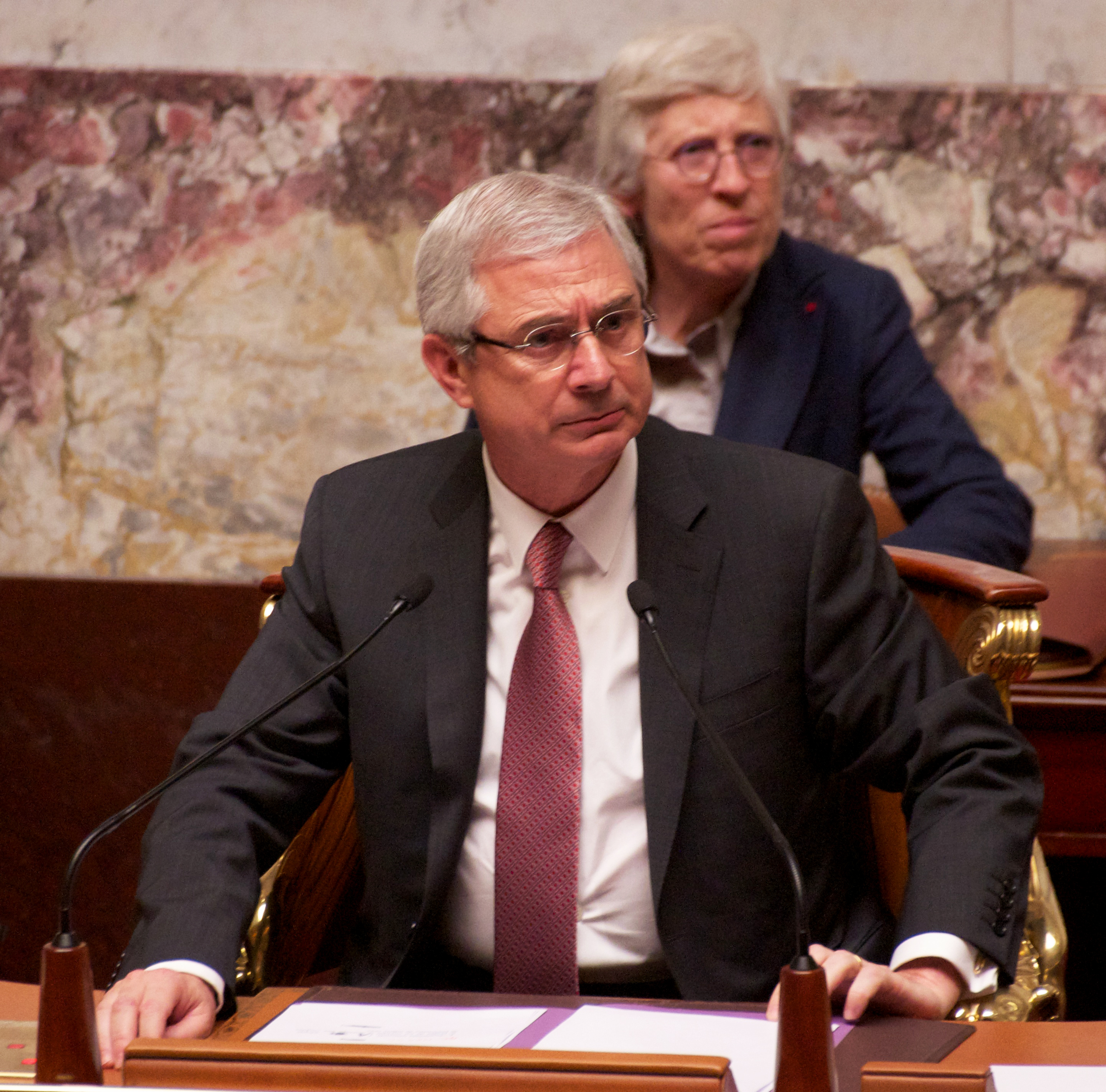
Claude Bartolone préside une séance, il est assisté par Corinne Luquiens, secrétaire générale de l’Assemblée et de la présidence, à l’arrière-plan (photo : 2013).

Les fonctionnaires de l’Assemblée nationale possèdent un statut spécifique en application du principe de séparation des pouvoirs.
Le secrétaire général de l'Assemblée et de la Présidence — actuellement Damien Chamussy depuis 2023 — apporte au président de l'Assemblée son aide pendant la séance. Il est responsable des services législatifs, :
- le secrétariat général de la Présidence ;
- la séance ;
- les six pôles fonctionnels, chargés notamment du secrétariat des commissions.
  - les affaires juridiques,
  - la culture et les questions sociales,
  - l’économie et l’évaluation scientifique,
  - les finances publiques,
  - les affaires européennes,
  - les affaires internationales et de défense,
- la communication et l’information multimédia ;
- la bibliothèque et les archives ;
- le compte rendu de la séance ;
- les comptes rendus des commissions.

Le secrétaire général de la questure, est responsable devant les trois questeurs du bon fonctionnement des cinq services administratifs, qui sont :
- l'administration générale et la sécurité ;
- la logistique parlementaire ;
- le budget, le contrôle financier et les marchés ;
- la gestion financière et sociale ;
- les affaires immobilières et le patrimoine.

Les deux secrétaires généraux sont conjointement responsables des deux services communs, qui sont les ressources humaines et les systèmes d'information.
Les fonctionnaires, recrutés par des concours très sélectifs, sont répartis en cinq corps généralistes (administrateurs, administrateurs adjoints, secrétaires administratifs, secrétaires des services et agents) dont les membres ont vocation à changer de service régulièrement au titre d'une mobilité interne, et vingt et un corps spécialisés (tels les rédacteurs des comptes rendus, les ouvriers professionnels, les gardiens-surveillants, etc.).
D'autres personnes travaillent à l'Assemblée sans être députés ou fonctionnaires : les secrétariats des groupes politiques, les assistants parlementaires, le salon de coiffure,,, le personnel des buvettes et l'aumônier des parlementaires,.

### Budget
Les budgets de l'Assemblée nationale et du Sénat sont arrêtés par une commission composée des questeurs des deux chambres et présidée par un membre de la Cour des comptes. Le budget de l’Assemblée fait partie de la mission « pouvoirs publics », les crédits ouverts pour 2010 sont de 533 910 000 euros. Depuis 1993, une synthèse simplifiée rédigée par le président de la commission de vérification des comptes est publiée et diffusée. Le budget complet est consultable en ligne sur Internet depuis 2013.
Selon Bernard Roman, questeur chargé du contrôle des finances du palais Bourbon, les fonctionnaires de l'Assemblée nationale gagnent en moyenne 8 000 euros par mois en 2015.
En 2019, la principale section du budget, les dépenses de fonctionnement, sont de 583 794 378 euros, et se répartissant surtout en charges parlementaires (323 179 092 euros, soit environ 55 % du budget), dépenses de personnel (187 477 289 euros, soit environ 32 % du budget) et dépenses courantes (fournitures, entretien, impôts, services : 41 803 042, soit environ 7 % du budget).